# Список членов Учредительного собрания

Список членов Учредительного собрания — алфавитный список людей (членов), вошедших в представительное (парламентское) учреждение (Учредительное собрание), созданное в результате проведённых, начиная с 12 ноября 1917 года, выборов на основе всеобщего избирательного права для установления формы государственного устройства и правления, выработки конституции в России.
Основной список членов Учредительного собрания составлен на основании трёх документов: "Алфавитного списка членов Учредительного Собрания" (499 имён) (машинописный, ф. 15, д. № 37), подготовленного Канцелярией "Всевыбора" на основании телеграфных донесений Окружных Комиссий; "Дела о регистрации членов У. С." (рукописный, ф. 15, д. № 27) (463 человека), то есть списка членов У. С., явившихся на регистрацию; списка фракции социалистов-революционеров (машинописный, ф. 15, д. № 27) (237 лиц), позволяющего уточнить названия кандидатских списков. Обобщенный список по этим трём документам охватывает 601 члена Учредительного собрания.
Первый "Дополнительный список" был составлен на основании проработки редакцией сборника "Всероссийское Учредительное собрание" (1930) всех на тот момент выявленных в архиве материалов по выборам в каждом избирательном округе в отдельности.
По закону общее число членов Всероссийского Учредительного собрания должно было составить 808 человек, из них 735  от гражданского населения и 73 человек от фронтов (один член У. С. от 75 тысяч военнослужащих).

## А
| № по порядку (п/п) | Фамилия (псевдоним) имя отчество         | Избирательный округ | № списка | Выдвинувшая организация                                    |
| ------------------ | ---------------------------------------- | ------------------- | -------- | ---------------------------------------------------------- |
| 1                  | Абрамов, Василий Семёнович               | Румынский фронт     | № 3      | эсеры и Совет крестьянских депутатов                       |
| 2                  | Аверин, Василий Кузьмич                  | Екатеринославский   | № 9      | РСДРП(б) и Бахмутский Совет крестьянских депутатов         |
| 3                  | Авксентьев, Николай Дмитриевич           | Пензенский          | № 4      | эсеры                                                      |
| 4                  | Агаев, Гасан-Согон-Кули-Оглы             | Закавказский        | № 10     | Мусульманский национальный комитет и Мусават               |
| 5                  | Александров, Александр Фомич             | Бессарабский        | № 2      | эсеры                                                      |
| 6                  | Алексеев, Николай Кузьмич                | Пермский            | № 2      | эсеры и Совет крестьянских депутатов                       |
| 7                  | Алексеев, Николай Николаевич             | Харьковский         | № 5      | «Земля и Воля»                                             |
| 8                  | Алексеевский, Александр Николаевич       | Приамурский         | № 7      | эсеры                                                      |
| 9                  | Алексеевский, Владимир Александрович     | Румынский фронт     | № 3      | эсеры и Совет крестьянских депутатов                       |
| 10                 | Алибегов, Иван Яковлевич                 | Минский             | № 9      | РСДРП(б)                                                   |
| 11                 | Алкин, Ильяс Саидгиреевич                | Казанский           | № 10     | мусульманский социалистический список                      |
| 12                 | Алмазов, Валентин Иванович               | Симбирский          | № 2      | Крестьянский Съезд и эсеры                                 |
| 13                 | Алюнов, Гавриил Фёдорович                | Казанский           | № 1      | Общечувашский национальный съезд                           |
| 14                 | Алясов, Николай Иванович                 | Таврический         | № 5      | эсеры и Совет крестьянских депутатов                       |
| 15                 | Амбарцумян, Константин Саакович          | Закавказский        | № 4      | Дашнакцутюн                                                |
| 16                 | Анвельт, Ян Янович                       | Эстляндский         | № 2      | РСДРП(б) и ИК безземельных и малоземельных крестьян        |
| 17                 | Андреев, Никифор Васильевич              | Орловский           | № 8      | РСДРП(б)                                                   |
| 18                 | Андрианов, Владимир Илларионович         | Румынский фронт     | № 3      | эсеры и Совет крестьянских депутатов                       |
| 19                 | Антипин, Илларион Михайлович             | Воронежский         | № 3      | эсеры                                                      |
| 20                 | Антонов-Овсеенко, Владимир Александрович | Северный фронт      | № 5      | РСДРП(б)                                                   |
| 21                 | Анучин, Сергей Андреевич                 | Западный фронт      | № 9      | РСДРП(б)                                                   |
| 22                 | Апетер, Иван Андреевич                   | Западный фронт      | № 9      | РСДРП(б)                                                   |
| 23                 | Арватов, Борис Игнатьевич                | Тульский            | № 1      | эсеры и Совет крестьянских и военно-крестьянских депутатов |
| 24                 | Аргунов, Андрей Александрович            | Смоленский          | № 3      | эсеры и Совет крестьянских депутатов                       |
| 25                 | Аросев, Александр Яковлевич              | Тверской            | № 6      | РСДРП(б)                                                   |
| 26                 | Архангельский, Василий Гаврилович        | Самарский           | № 3      | эсеры и Совет крестьянских депутатов                       |
| 27                 | Астров, Николай Иванович                 | Москва-столица      | № 1      | Народная свобода                                           |
| 28                 | Ахмеров, Мухяетдин Гайнеидинович         | Уфимский            | № 3      | Совет крестьянских депутатов                               |

## Б
| № п/п | Фамилия (псевдоним) имя отчество             | Избирательный округ | № списка | Выдвинувшая организация                                 |
| ----- | -------------------------------------------- | ------------------- | -------- | ------------------------------------------------------- |
| 29    | Бадаев, Алексей Егорович                     | Кавказский фронт    | № 5      | РСДРП(б)                                                |
| 30    | Базяк, Исаак Григорьевич                     | Западный фронт      | № 1      | украинские социалисты-революционеры и социал-демократы  |
| 31    | Бакута, Василий Терентьевич                  | Таврический         | № 5      | эсеры и Совет крестьянских депутатов                    |
| 32    | Баринов, Герасим Константинович              | Рязанский           | № 3      | эсеры и Совет крестьянских депутатов                    |
| 33    | Барышников, Александр Васильевич             | Курский             | № 1      | эсеры                                                   |
| 34    | Барышников, Владимир Архипович               | Московский          | № 5      | РСДРП(б)                                                |
| 35    | Батманов, Семён Михайлович                   | Тамбовский          | № 1      | эсеры и Совет крестьянских депутатов                    |
| 36    | Бачинский, Сергей Васильевич                 | Екатеринославский   | № 5      | Селянская спилка                                        |
| 37    | Башкиров, Александр Иванович                 | Самарский           | № 3      | эсеры и Совет крестьянских депутатов                    |
| 38    | Беклешов, Леонид Леонидович                  | Псковский           | № 3      | эсеры и Совет крестьянских депутатов                    |
| 39    | Белобородов, Александр Георгиевич            | Пермский            | № 6      | РСДРП(б)                                                |
| 40    | Белозёров, Фёдор Гаврилович                  | Самарский           | № 3      | эсеры и Совет крестьянских депутатов                    |
| 41    | Белоруссов, Константин Алексеевич            | Курский             | № 1      | эсеры                                                   |
| 42    | Березняк, Савватий Иванович                  | Юго-Западный фронт  | № 3      | украинские социалисты-революционеры                     |
| 43    | Березов, Николай Фёдорович                   | Кавказский фронт    | № 3      | эсеры                                                   |
| 44    | Берзин, Ян Антонович                         | Лифляндский         | № 3      | социал-демократы Латвии                                 |
| 45    | Бирюков, Дмитрий Петрович                    | Вятский             | № 3      | эсеры и Совет крестьянских депутатов                    |
| 46    | Близнюк, Артём Порфирьевич                   | Воронежский         | № 3      | эсеры                                                   |
| 47    | Бобинский, Станислав Янович                  | Смоленский          | № 7      | РСДРП(б)                                                |
| 48    | Бобынин, Николай Николаевич                  | Тамбовский          | № 1      | эсеры и Совет крестьянских депутатов                    |
| 49    | Богданов, Габдрауф Габдуллинович             | Оренбургский        | № 2      | Оренбургское казачье войско                             |
| 50    | Богданов, Михаил Николаевич                  | Забайкальский       | № 2      | Бурятский национальный комитет                          |
| 51    | Богданов, Николай Николаевич                 | Таврический         | № 1      | Народная свобода                                        |
| 52    | Богословов, Яков Аркадьевич                  | Самарский           | № 3      | эсеры и Совет крестьянских депутатов                    |
| 53    | Болдов, Михаил Дмитриевич                    | Пензенский          | № 4      | эсеры                                                   |
| 54    | Болдыш, Максим Данилович                     | Витебский           | № 1      | эсеры                                                   |
| 55    | Большаков, Фёдор Петрович                    | Ярославский         | № 3      | Совет крестьянских депутатов и эсеры                    |
| 56    | Бондарев, Сергей Иванович                    | Пермский            | № 2      | эсеры и Совет крестьянских депутатов                    |
| 57    | Бондарь, Пётр Николаевич                     | Таврический         | № 5      | эсеры и Совет крестьянских депутатов                    |
| 58    | Бонцаревич, Антон Антонович                  | Херсонский          | № 4      | Совет крестьянских депутатов                            |
| 59    | Бородачёв, Иван Павлович                     | Калужский           | № 2      | эсеры и губернский съезд Советов крестьянских депутатов |
| 60    | Бочарников, Михаил Григорьевич               | Ставропольский      | № 1      | эсеры и Совет крестьянских депутатов                    |
| 61    | Бочарников, Николай Георгиевич               | Румынский фронт     | № 3      | эсеры и Совет крестьянских депутатов                    |
| 62    | Бош, Евгения Готлибовна                      | Черниговский        | № 9      | РСДРП(б)                                                |
| 63    | Брешко-Брешковская, Екатерина Константиновна | Черниговский        | № 1      | эсеры                                                   |
| 64    | Бриллиантов, Александр Иванович              | Уфимский            | № 9      | эсеры и Совет крестьянских депутатов                    |
| 65    | Бруцкус, Юдель Давидович                     | Минский             | № 2      | еврейский национальный избирательный комитет            |
| 66    | Брушвит, Иван Михайлович                     | Самарский           | № 3      | эсеры и Совет крестьянских депутатов                    |
| 67    | Бузанов, Василий Иванович                    | Вятский             | № 3      | Съезд крестьянских депутатов и эсеры                    |
| 68    | Букин, Феофан Ильич                          | Орловский           | № 3      | эсеры и Совет крестьянских депутатов                    |
| 69    | Булат, Андрей Андреевич                      | Витебский           | № 1      | эсеры                                                   |
| 70    | Бунаков-Фондаминский, Илья Исидорович        | Черноморский флот   | № 6      | эсеры                                                   |
| 71    | Буревой-Сопляков, Константин Степанович      | Воронежский         | № 3      | эсеры                                                   |
| 72    | Буслов, Анатолий Ефимович                    | Могилёвский         | № 1      | Совет крестьянских депутатов и эсеры                    |
| 73    | Бухарин, Николай Иванович                    | Москва-столица      | № 5      | РСДРП интернационалистов (большевиков)                  |
| 74    | Быков, Василий Петрович                      | Московский          | № 3      | эсеры                                                   |
| 75    | Былинкин, Арсений Сергеевич                  | Румынский фронт     | № 3      | эсеры и Совет крестьянских депутатов                    |
| 76    | Быховский, Наум Яковлевич                    | Саратовский         | № 12     | эсеры и Совет крестьянских депутатов                    |

## В
| № п/п | Фамилия (псевдоним) имя отчество          | Избирательный округ | № списка | Выдвинувшая организация                                                               |
| ----- | ----------------------------------------- | ------------------- | -------- | ------------------------------------------------------------------------------------- |
| 77    | Вагжанов, Александр Петрович              | Тверской            | № 6      | РСДРП(б)                                                                              |
| 78    | Вакман, Рудольф Иоганнович                | Эстляндский         | № 2      | РСДРП(б) и Исполнительный Комитет безземельных и малоземельных крестьян               |
| 79    | Валидов, Ахмедзакий Ахмедшин              | Уфимский            | № 11     | федералисты башкиры                                                                   |
| 80    | Валентинов, Григорий Борисович (Абрамсон) | Новгородский        | № 6      | РСДРП(б)                                                                              |
| 81    | Варушкин, Александр Яковлевич             | Пермский            | № 2      | эсеры и Совет крестьянских депутатов                                                  |
| 82    | Васильев, Александр Григорьевич           | Северный фронт      | № 5      | РСДРП(б)                                                                              |
| 83    | Васильев, Иван Васильевич                 | Казанский           | № 1      | общечувашский национальный съезд, чувашский военный комитет и чувашская партия эсеров |
| 84    | Васильев, Михаил Михайлович               | Западный фронт      | № 9      | РСДРП(б)                                                                              |
| 85    | Васильев, Михаил Иванович                 | Саратовский         | № 10     | РСДРП(б)                                                                              |
| 86    | Вахитов, Мулланур Муллазянович            | Казанский           | № 10     | мусульманский социалистический список                                                 |
| 87    | Ветошкин, Михаил Кузьмич                  | Вологодский         | № 2      | РСДРП(б)                                                                              |
| 88    | Вехтев, Даниил Тимофеевич                 | Херсонский          | № 4      | Совет крестьянских депутатов                                                          |
| 89    | Вильмс, Юрий Рейнович                     | Эстляндский         | № 3      | эстонская трудовая партия                                                             |
| 90    | Винавер, Максим Моисеевич                 | Петроград-столица   | № 2      | Народная свобода                                                                      |
| 91    | Вихляев, Пантелеймон Алексеевич           | Вятский             | № 3      | Съезд крестьянских депутатов и эсеры                                                  |
| 92    | Вишняк, Марк Вениаминович                 | Ярославский         | № 3      | Совет крестьянских депутатов и эсеры                                                  |
| 93    | Владыкин, Владимир Тихонович              | Орловский           | № 3      | эсеры и Совет крестьянских депутатов                                                  |
| 94    | Власов, Александр Михайлович              | Курский             | № 1      | эсеры                                                                                 |
| 95    | Володин, Сергей Адрианович                | Орловский           | № 3      | эсеры и Совет крестьянских депутатов                                                  |
| 96    | Вольнов, Иван Егорович                    | Орловский           | № 3      | эсеры и Совет крестьянских депутатов                                                  |
| 97    | Вольский, Владимир Казимирович            | Тверской            | № 3      | эсеры и Совет крестьянских депутатов                                                  |
| 98    | Вольский, Михаил Казимирович              | Тамбовский          | № 1      | эсеры и Совет крестьянских депутатов                                                  |
| 99    | Воробьёв, Клементий Яковлевич             | Симбирский          | № 2      | Съезд крестьянских депутатов и эсеры                                                  |
| 100   | Воронов, Парамон Михайлович               | Могилёвский         | № 1      | Совет крестьянских депутатов и эсеры                                                  |
| 101   | Ворошилов, Клементий Ефремович            | Екатеринославский   | № 9      | РСДРП(б) и Бахмутский Совет крестьянских депутатов                                    |
| 102   | Восков, Семён Петрович                    | Петроградский       | № 2      | РСДРП(б)                                                                              |
| 103   | Высоцкий, Александр Давидович             | Петроградский       | № 10     | эсеры и Совет крестьянских депутатов                                                  |
| 104   | Выхристов, Владимир Кириллович            | Приамурский         | № 2      | Совет крестьянских депутатов                                                          |

## Г
| № п/п | Фамилия (псевдоним) имя отчество          | Избирательный округ | № списка | Выдвинувшая организация                                    |
| ----- | ----------------------------------------- | ------------------- | -------- | ---------------------------------------------------------- |
| 105   | Гаврилюк, Илья Иванович                   | Херсонский          | № 4      | Совет крестьянских депутатов                               |
| 106   | Гавронский, Дмитрий Осипович              | Симбирский          | № 2      | Съезд крестьянских депутатов и эсеры                       |
| 107   | Гайдаров, Ибрагим                         | Закавказский        | № 12     | мусульманский социалистический блок                        |
| 108   | Галаган, Нестор Филиппович                | Полтавский          | № 8      | украинская сельская спилка и украинские эсеры              |
| 109   | Галкин, Иван Иванович                     | Вологодский         | № 1      | Совет крестьянских депутатов и эсеры                       |
| 110   | Гамзагурди, Пётр Ярославович              | Минский             | № 12     | эсеры и Совет крестьянских депутатов                       |
| 111   | Гарницкий, Филипп Михайлович              | Ставропольский      | № 1      | эсеры и Совет крестьянских депутатов                       |
| 112   | Гвоздиковский, Николай Кондратьевич       | Екатеринославский   | № 3      | «Земля и Воля»                                             |
| 113   | Гегечкори, Евгений Петрович               | Закавказский        | № 1      | РСДРП                                                      |
| 114   | Гендельман, Михаил Яковлевич              | Рязанский           | № 3      | эсеры и Совет крестьянских депутатов                       |
| 115   | Герштейн, Лев Яковлевич                   | Пермский            | № 2      | эсеры и Совет крестьянских депутатов                       |
| 116   | Гжельщак, Франц Иванович                  | Западный фронт      | № 9      | РСДРП(б)                                                   |
| 117   | Гизетти, Александр Алексеевич             | Витебский           | № 1      | эсеры                                                      |
| 118   | Гладких, Яков Никифорович                 | Воронежский         | № 3      | эсеры                                                      |
| 119   | Глевенко, Кондратий Степанович            | Херсонский          | № 4      | Совет крестьянских депутатов                               |
| 120   | Глебов-Авилов, Николай Павлович           | Калужский           | № 7      | РСДРП(б)                                                   |
| 121   | Говоров, Николай Владимирович             | Рязанский           | № 3      | эсеры и Совет крестьянских депутатов                       |
| 122   | Голубович, Всеволод Александрович         | Херсонский          | № 4      | Совет крестьянских депутатов                               |
| 123   | Гольдман, Ян Юрьевич                      | Лифляндский         | № 1      | Крестьянский союз                                          |
| 124   | Гончаров, Сергей Никитич                  | Орловский           | № 3      | эсеры и Совет крестьянских депутатов                       |
| 125   | Гордиевский, Михаил Иванович              | Херсонский          | № 4      | Совет крестьянских депутатов                               |
| 126   | Горшков, Иван Иванович                    | Рязанский           | № 5      | РСДРП(б)                                                   |
| 127   | Гоц, Абрам Рафаилович                     | Пензенский          | № 4      | эсеры                                                      |
| 128   | Григорьев, Логгин Антонович               | Томский             | № 2      | эсеры                                                      |
| 129   | Громашевский, Лев Васильевич              | Минский             | № 9      | РСДРП(б)                                                   |
| 130   | Грузенберг, Оскар Осипович                | Херсонский          | № 10     | еврейский национальный блок                                |
| 131   | Гуковский, Александр Исаевич              | Новгородский        | № 4      | эсеры                                                      |
| 132   | Гультяев, Степан Елизарович               | Тобольский          | № 6      | Съезд крестьянских депутатов и эсеры                       |
| 133   | Гуревич, Виссарион Яковлевич              | Тульский            | № 1      | эсеры и Совет крестьянских и военно-крестьянских депутатов |
| 134   | Гуров, Кузьма Семёнович                   | Енисейский          | № 3      | эсеры                                                      |
| 135   | Гуторов, Александр Калинникович (Новиков) | Ставропольский      | № 1      | эсеры и Совет крестьянских депутатов                       |

## Д
| № п/п | Фамилия (псевдоним) имя отчество | Избирательный округ | № списка | Выдвинувшая организация                      |
| ----- | -------------------------------- | ------------------- | -------- | -------------------------------------------- |
| 136   | Данилов, Дмитрий Михайлович      | Нижегородский       | № 7      | РСДРП(б)                                     |
| 137   | Данилов, Степан Степанович       | Костромской         | № 4      | РСДРП(б)                                     |
| 138   | Данский, Фёдор Иванович          | Юго-Западный фронт  | № 1      | эсеры и Совет крестьянских депутатов         |
| 139   | Девизоров, Алексей Алексеевич    | Алтайский           | № 2      | эсеры и Совет крестьянских депутатов         |
| 140   | Дедусенко, Яков Тимофеевич       | Самарский           | № 3      | эсеры и Совет крестьянских депутатов         |
| 141   | Дементьев, Евгений Алексеевич    | Ставропольский      | № 1      | эсеры и Совет крестьянских депутатов         |
| 142   | Детлаф, Антон Осипович           | Юго-Западный фронт  | № 1      | эсеры и Совет крестьянских депутатов         |
| 143   | Джафаров, Мамед-Юсуф             | Закавказский        | № 10     | мусульманский национальный комитет и Мусават |
| 144   | Дзержинский, Феликс Эдмундович   | Витебский           | № 5      | РСДРП(б)                                     |
| 145   | Диканский, Григорий Осипович     | Юго-Западный фронт  | № 1      | эсеры и Совет крестьянских депутатов         |
| 146   | Долгоруков, Павел Дмитриевич     | Московский          | № 1      | Народная свобода                             |
| 147   | Донской, Дмитрий Дмитриевич      | Кавказский фронт    | № 3      | эсеры                                        |
| 148   | Дорошев, Никита Иванович         | Курский             | № 1      | эсеры                                        |
| 149   | Дризо, Владимир Исаакович        | Минский             | № 12     | эсеры и Совет крестьянских депутатов         |
| 150   | Дутов, Александр Ильич           | Оренбургский        | № 2      | Оренбургское казачье войско                  |
| 151   | Дыбенко, Павел Ефимович          | Балтийский флот     | № 2      | РСДРП(б)                                     |
| 152   | Дьяконов, Василий Григорьевич    | Харьковский         | № 5      | «Земля и Воля»                               |

## Е
| № п/п | Фамилия (псевдоним) имя отчество | Избирательный округ | № списка | Выдвинувшая организация                                 |
| ----- | -------------------------------- | ------------------- | -------- | ------------------------------------------------------- |
| 153   | Евдокимов, Григорий Еремеевич    | Петроград-столица   | № 4      | ЦК                                                      |
| 154   | Евдокимов, Кузьма Афанасьевич    | Тобольский          | № 6      | Съезд крестьянских депутатов и эсеры                    |
| 155   | Евсеев, Николай Иванович         | Вятский             | № 3      | Съезд крестьянских депутатов и эсеры                    |
| 156   | Егоров, Михаил Фёдорович         | Смоленский          | № 3      | эсеры и Совет крестьянских депутатов                    |
| 157   | Елисеев, Борис Самуилович        | Калужский           | № 2      | эсеры и губернский съезд Советов крестьянских депутатов |
| 158   | Ельяшевич, Александр Борисович   | Самарский           | № 3      | эсеры и Совет крестьянских депутатов                    |
| 159   | Емельянов, Григорий Степанович   | Ставропольский      | № 1      | эсеры и Совет крестьянских депутатов                    |
| 160   | Ермаков, Дмитрий Семёнович       | Новгородский        | № 6      | РСДРП(б)                                                |
| 161   | Ерофеев, Василий Трофимович      | Румынский фронт     | № 3      | эсеры и Совет крестьянских депутатов                    |
| 162   | Ефремов, Лавр Александрович      | Вятский             | № 3      | Съезд крестьянских депутатов и эсеры                    |

## Ж
| № п/п | Фамилия (псевдоним) имя отчество | Избирательный округ | № списка | Выдвинувшая организация |
| ----- | -------------------------------- | ------------------- | -------- | ----------------------- |
| 163   | Жиделёв, Николай Андреевич       | Владимирский        | № 6      | РСДРП(б)                |
| 164   | Жордания, Ной Николаевич         | Закавказский        | № 1      | РСДРП                   |

## З
| № п/п | Фамилия (псевдоним) имя отчество | Избирательный округ | № списка | Выдвинувшая организация              |
| ----- | -------------------------------- | ------------------- | -------- | ------------------------------------ |
| 165   | Завриев, Яков Христофорович      | Закавказский        | № 4      | Дашнакцутюн                          |
| 166   | Закревский, Егор Макарович       | Могилёвский         | № 1      | Совет крестьянских депутатов и эсеры |
| 167   | Зак, Самуил Сергеевич            | Таврический         | № 5      | эсеры и Совет крестьянских депутатов |
| 168   | Засорин, Михаил Фёдорович        | Могилёвский         | № 1      | Совет крестьянских депутатов и эсеры |
| 169   | Затейщиков, Леонид Васильевич    | Пермский            | № 2      | эсеры и Совет крестьянских депутатов |
| 170   | Затонский, Михаил Петрович       | Саратовский         | № 12     | эсеры и Совет крестьянских депутатов |
| 171   | Захаров, Пётр Петрович           | Калужский           | № 7      | РСДРП(б)                             |
| 172   | Збарский, Борис Ильич            | Вятский             | № 3      | Съезд крестьянских депутатов и эсеры |
| 173   | Здобнов, Николай Васильевич      | Пермский            | № 2      | эсеры и Совет крестьянских депутатов |
| 174   | Зензинов, Владимир Михайлович    | Петроградский       | № 10     | эсеры и Совет крестьянских депутатов |
| 175   | Зетель-Зусман, Ицко Лейбович     | Западный фронт      | № 12     | эсеры и Совет крестьянских депутатов |
| 176   | Зинин, Герман Васильевич         | Воронежский         | № 3      | эсеры                                |
| 177   | Зиновьев, Григорий Евсеевич      | Петроград-столица   | № 4      | ЦК                                   |
| 178   | Зисман, Арон Ильич               | Пермский            | № 2      | эсеры и Совет крестьянских депутатов |
| 179   | Зорян-Ростом, Степан Григорьевич | Закавказский        | № 4      | Дашнакцутюн                          |
| 180   | Зурабов, Аршак Герасимович       | Закавказский        | № 1      | РСДРП                                |

## И
| № п/п | Фамилия (псевдоним) имя отчество          | Избирательный округ | № списка | Выдвинувшая организация                        |
| ----- | ----------------------------------------- | ------------------- | -------- | ---------------------------------------------- |
| 181   | Ибрагимов, Галимджан Гирфанович           | Уфимский            | № 3      | Совет крестьянских депутатов                   |
| 182   | Иваницкий-Василенко, Александр Алексеевич | Тобольский          | № 6      | Съезд крестьянских депутатов и эсеры           |
| 183   | Иванов, Алексей Алексеевич                | Архангельский       | № 3      | эсеры и Совет крестьянских депутатов           |
| 184   | Иванов, Михаил Митрофанович               | Орловский           | № 8      | РСДРП(б)                                       |
| 185   | Иванов, Николай Николаевич                | Северный фронт      | № 3      | эсеры и Совет крестьянских депутатов           |
| 186   | Иванов, Семён Варфоломеевич               | Смоленский          | № 7      | РСДРП(б)                                       |
| 187   | Ивченко, Михаил Евдокимович               | Полтавский          | № 8      | Украинская Селянская спилка и украинские эсеры |
| 188   | Игнатов, Ефим Никитич                     | Москва-столица      | № 5      | РСДРП интернационалисты (большевики)           |
| 189   | Ильин, Пётр Иванович                      | Тамбовский          | № 1      | эсеры и Совет крестьянских депутатов           |
| 190   | Ильясов, Гизатулла Валиуллич              | Уфимский            | № 3      | Совет крестьянских депутатов                   |
| 191   | Инкулец, Иван Константинович              | Бессарабский        | № 1      | Совет крестьянских депутатов                   |
| 192   | Иоффе, Адольф Абрамович                   | Псковский           | № 6      | РСДРП(б)                                       |

## К
| № п/п | Фамилия (псевдоним) имя отчество      | Избирательный округ | № списка | Выдвинувшая организация                                                                   |
| ----- | ------------------------------------- | ------------------- | -------- | ----------------------------------------------------------------------------------------- |
| 193   | Кабаков, Флегонт Гаврилович           | Пермский            | № 2      | эсеры и Совет крестьянских депутатов                                                      |
| 194   | Калинин, Михаил Иванович              | Петроград-столица   | № 4      | ЦК                                                                                        |
| 195   | Каменев, Лев Борисович                | Витебский           | № 5      | РСДРП(б)                                                                                  |
| 196   | Кантемиров, Алихан Гадоевич           | Закавказский        | № 12     | Мусульманский социалистический блок                                                       |
| 197   | Каминский, Григорий Наумович          | Тульский            | № 5      | революционные социал-демократические блоки                                                |
| 198   | Камков, Борис Давидович               | Петроград-столица   | № 9      | эсеры                                                                                     |
| 199   | Карелин, Владимир Александрович       | Харьковский         | № 5      | «Земля и Воля»                                                                            |
| 200   | Карпенко, Елисей Андреевич            | Екатеринославский   | № 5      | Селянская спилка                                                                          |
| 201   | Каторос, Трефилий Васильевич          | Бессарабский        | № 1      | Советы крестьянских депутатов                                                             |
| 202   | Кауль, Александр Иосифович            | Тульский            | № 5      | революционные социал-демократические блоки                                                |
| 203   | Качинский-Орешин, Владимир Максимович | Харьковский         | № 5      | «Земля и Воля»                                                                            |
| 204   | Квятковский, Михаил Фёдорович         | Архангельский       | № 3      | эсеры и Совет крестьянских депутатов                                                      |
| 205   | Керенский, Александр Фёдорович        | Саратовский         | № 12     | эсеры и Совет крестьянских депутатов                                                      |
| 206   | Кильчевский, Владимир Агафонович      | Ярославский         | № 3      | Совет крестьянских депутатов и эсеры                                                      |
| 207   | Киселёв, Алексей Семёнович            | Владимирский        | № 6      | РСДРП(б)                                                                                  |
| 208   | Киселёв, Василий Дмитриевич           | Тамбовский          | № 1      | эсеры и Совет крестьянских депутатов                                                      |
| 209   | Климушкин, Прокопий Диомидович        | Самарский           | № 3      | эсеры и Совет крестьянских депутатов                                                      |
| 210   | Клочок, Иван Гаврилович               | Северный фронт      | № 4      | украинские социалисты-революционеры и национальные социалистические организации мусульман |
| 211   | Кобяков, Павел Петрович               | Новгородский        | № 4      | эсеры                                                                                     |
| 212   | Ковалёв, Лев Борисович                | Полтавский          | № 17     | украинские социалисты-революционеры и эсеры                                               |
| 213   | Ковалевский, Ипполит Дмитриевич       | Черниговский        | № 10     | Украинские социалисты-революционеры с Украинской Селянской спилкой                        |
| 214   | Ковалевский, Николай Николаевич       | Полтавский          | № 8      | Украинская Селянская спилка и Украинские социалисты-революционеры                         |
| 215   | Коваленко, Даниил Ильич               | Полтавский          | № 8      | Украинская Селянская спилка и Украинские социалисты-революционеры                         |
| 216   | Коварский, Илья Николаевич            | Могилёвский         | № 1      | Совет крестьянских депутатов и эсеры                                                      |
| 217   | Ковбаса, Тит Васильевич               | Черниговский        | № 10     | Украинские социалисты-революционеры с Украинской Селянской спилкой                        |
| 218   | Коган-Бернштейн, Матвей Львович       | Воронежский         | № 3      | эсеры                                                                                     |
| 219   | Кожевников, Николай Григорьевич       | Приамурский         | № 3      | Амурское и Уссурийское казачество                                                         |
| 220   | Кожуро, Владимир Фёдорович            | Минский             | № 9      | РСДРП(б)                                                                                  |
| 221   | Козлов, Николай Александрович         | Костромской         | № 1      | «Земля и Воля»                                                                            |
| 222   | Коковихин, Михаил Николаевич          | Юго-Западный фронт  | № 4      | РСДРП(б)                                                                                  |
| 223   | Кокошкин, Фёдор Фёдорович             | Москва-столица      | № 1      | Народная свобода                                                                          |
| 224   | Колегаев, Андрей Лукич                | Казанский           | № 11     | эсеры и Совет крестьянских депутатов                                                      |
| 225   | Колеров, Вячеслав Аркадьевич          | Северный фронт      | № 3      | эсеры и Совет крестьянских депутатов                                                      |
| 226   | Коллонтай, Александра Михайловна      | Ярославский         | № 7      | социал-демократы интернационалисты (большевики)                                           |
| 227   | Колосов, Евгений Евгеньевич           | Енисейский          | № 3      | эсеры                                                                                     |
| 228   | Кондратенков, Георгий Никитич         | Тамбовский          | № 1      | эсеры и Совет крестьянских депутатов                                                      |
| 229   | Кондратьев, Николай Дмитриевич        | Костромской         | № 1      | «Земля и Воля»                                                                            |
| 230   | Коногов, Василий Моисеевич            | Пензенский          | № 4      | эсеры                                                                                     |
| 231   | Корж, Кузьма Алексеевич               | Екатеринославский   | № 5      | Селянская спилка                                                                          |
| 232   | Коростелев, Александр Алексеевич      | Оренбургский        | № 8      | РСДРП(б)                                                                                  |
| 233   | Коршунов, Константин Артемьевич       | Иркутский           | № 1      | эсеры и Крестьянский союз                                                                 |
| 234   | Корякин, Александр Дмитриевич         | Вологодский         | № 1      | Совет крестьянских депутатов и эсеры                                                      |
| 235   | Костенецкий, Василий Емельянович      | Черниговский        | № 10     | Украинские социалисты-революционеры с Украинской Селянской спилкой                        |
| 236   | Костин, Николай Алексеевич            | Пензенский          | № 4      | эсеры                                                                                     |
| 237   | Котельников, Дмитрий Павлович         | Тобольский          | № 6      | Съезд крестьянских депутатов и эсеры                                                      |
| 238   | Котлин, Пётр Максимович               | Румынский фронт     | № 3      | эсеры и Совет крестьянских депутатов                                                      |
| 239   | Кравченко, Иван Епифанович            | Харьковский         | № 5      | «Земля и Воля»                                                                            |
| 240   | Краковецкий, Аркадий Антонович        | Румынский фронт     | № 3      | эсеры и Совет крестьянских депутатов                                                      |
| 241   | Красноусов, Александр Михайлович      | Тобольский          | № 6      | Съезд крестьянских депутатов и эсеры                                                      |
| 242   | Крестинский, Николай Николаевич       | Пермский            | № 6      | РСДРП(б)                                                                                  |
| 243   | Криворотов, Иван Иванович             | Алтайский           | № 2      | эсеры и Совет крестьянских депутатов                                                      |
| 244   | Кривошеин, Николай Иванович           | Минский             | № 9      | РСДРП(б)                                                                                  |
| 245   | Кривощёков, Александр Иванович        | Оренбургский        | № 2      | Оренбургское казачье войско                                                               |
| 246   | Кроль, Лев Афанасьевич                | Пермский            | № 5      | Народная свобода                                                                          |
| 247   | Кропотов, Александр Егорович          | Вятский             | № 3      | Съезд крестьянских депутатов и эсеры                                                      |
| 248   | Кругликов, Аполлон Николаевич         | Забайкальский       | № 4      | эсеры                                                                                     |
| 249   | Крыленко, Николай Васильевич          | Румынский фронт     | № 6      | РСДРП(б)                                                                                  |
| 250   | Ксенофонтов, Иван Ксенофонтович       | Западный фронт      | № 9      | РСДРП(б)                                                                                  |
| 251   | Кузнецов, Афанасий Трофимович         | Пермский            | № 2      | эсеры и Совет крестьянских депутатов                                                      |
| 252   | Кузнецов, Иван Осипович               | Вятский             | № 3      | Съезд крестьянских депутатов и эсеры                                                      |
| 253   | Кузнецов, Николай Владимирович        | Орловский           | № 8      | РСДРП(б)                                                                                  |
| 254   | Куйбышев, Валериан Владимирович       | Самарский           | № 2      | РСДРП(б)                                                                                  |
| 255   | Куконков, Василий Григорьевич         | Западный фронт      | № 9      | РСДРП(б)                                                                                  |
| 256   | Куличенко, Яков Иванович              | Полтавский          | № 8      | Украинская Селянская спилка и Украинские социалисты-революционеры                         |
| 257   | Куцяк, Пётр Васильевич (Чалый)        | Юго-Западный фронт  | № 3      | Украинские социалисты-революционеры                                                       |
| 258   | Кутепов, Фёдор Иванович               | Курский             | № 1      | эсеры                                                                                     |
| 259   | Кутлер, Николай Николаевич            | Петроград-столица   | № 2      | Народная свобода                                                                          |
| 260   | Кутузов, Георгий Афанасьевич          | Смоленский          | № 3      | эсеры и Совет крестьянских депутатов                                                      |
| 261   | Кутузов, Михаил Николаевич            | Нижегородский       | № 3      | эсеры и Совет крестьянских депутатов                                                      |

## Л
| № п/п | Фамилия (псевдоним) имя отчество   | Избирательный округ | № списка | Выдвинувшая организация                                |
| ----- | ---------------------------------- | ------------------- | -------- | ------------------------------------------------------ |
| 262   | Лавров, Константин Прокофьевич     | Камчатский          | № 1      | эсеры                                                  |
| 263   | Лазарев, Егор Егорович             | Самарский           | № 3      | Совет крестьянских депутатов                           |
| 264   | Ландер, Карл Иванович              | Минский             | № 9      | РСДРП(б)                                               |
| 265   | Ларин-Лурье, Михаил Александрович  | Костромской         | № 4      | РСДРП(б)                                               |
| 266   | Лашевич, Михаил Михайлович         | Юго-Западный фронт  | № 4      | РСДРП(б)                                               |
| 267   | Лашкевич, Вячеслав Иванович        | Черниговский        | № 10     | Украинские эсеры с Украинской Селянской спилкой        |
| 268   | Лебединец, Михаил Моисеевич        | Западный фронт      | № 1      | Украинские социалисты-революционеры и социал-демократы |
| 269   | Левенберг, Эдуард Александрович    | Юго-Западный фронт  | № 1      | эсеры и Совет крестьянских депутатов                   |
| 270   | Левин, Мендель Иосифович           | Алтайский           | № 2      | эсеры и Совет крестьянских депутатов                   |
| 271   | Левтонов, Александр Николаевич     | Пензенский          | № 4      | эсеры                                                  |
| 272   | Ленин, Владимир Ильич (Ульянов)    | Балтийский флот     | № 2      | РСДРП(б)                                               |
| 273   | Леонтьев, Василий Васильевич       | Новгородский        | № 4      | эсеры                                                  |
| 274   | Лещинский, Юлиан Мартьянович       | Смоленский          | № 7      | РСДРП(б)                                               |
| 275   | Линдберг, Михаил Яковлевич         | Томский             | № 2      | эсеры                                                  |
| 276   | Лихач, Михаил Александрович        | Северный фронт      | № 3      | эсеры и Совет крестьянских депутатов                   |
| 277   | Лищев, Николай Викторович          | Юго-Западный фронт  | № 1      | эсеры и Совет крестьянских депутатов                   |
| 278   | Логачев, Павел Осипович            | Калужский           | № 7      | РСДРП(б)                                               |
| 279   | Ломов-Оппоков, Георгий Ипполитович | Владимирский        | № 6      | РСДРП(б)                                               |
| 280   | Ломшаков, Валентин Александрович   | Алтайский           | № 2      | эсеры и Совет крестьянских депутатов                   |
| 281   | Лордкипанидзе, Иван Несторович     | Румынский фронт     | № 3      | эсеры и Совет крестьянских депутатов                   |
| 282   | Лотошников, Сергей Михайлович      | Костромской         | № 1      | «Земля и Воля»                                         |
| 283   | Лукьянов, Андрей Максимович        | Нижегородский       | № 3      | эсеры и Совет крестьянских депутатов                   |
| 284   | Луначарский, Анатолий Васильевич   | Смоленский          | № 7      | РСДРП(б)                                               |
| 285   | Лункевич, Валериан Викторович      | Закавказский        | № 3      | эсеры                                                  |
| 286   | Лутовинов, Юрий Хрисанфович        | Екатеринославский   | № 9      | РСДРП(б) и Совет крестьянских депутатов                |
| 287   | Львович, Давид Владимирович        | Херсонский          | № 4      | Совет крестьянских депутатов                           |
| 288   | Лысяков, Ефим Иванович             | Западный фронт      | № 9      | РСДРП(б)                                               |
| 289   | Любимов, Исидор Евстигнеевич       | Владимирский        | № 6      | РСДРП(б)                                               |
| 290   | Любимов, Николай Михайлович        | Алтайский           | № 2      | эсеры и Совет крестьянских депутатов                   |

## М
| № п/п | Фамилия (псевдоним) имя отчество           | Избирательный округ | № списка | Выдвинувшая организация                                    |
| ----- | ------------------------------------------ | ------------------- | -------- | ---------------------------------------------------------- |
| 291   | Мазе, Яков Исаевич                         | Могилёвский         | № 9      | еврейский национальный комитет                             |
| 292   | Майоров, Илья Андреевич                    | Казанский           | № 11     | эсеры и Совет крестьянских депутатов                       |
| 293   | Макеев, Николай Васильевич                 | Владимирский        | № 3      | Съезд крестьянских депутатов и эсеры                       |
| 294   | Маклаков, Василий Алексеевич               | Москва-столица      | № 1      | Народная свобода                                           |
| 295   | Малеев, Иван Герасимович                   | Могилёвский         | № 1      | Совет крестьянских депутатов и эсеры                       |
| 296   | Мальцев, Иван Павлович                     | Костромской         | № 1      | «Земля и Воля»                                             |
| 297   | Малышицкий, Степан Моисеевич               | Могилёвский         | № 1      | Совет крестьянских депутатов и эсеры                       |
| 298   | Малютин, Дмитрий Петрович                  | Костромской         | № 4      | РСДРП(б)                                                   |
| 299   | Мамкин, Иван Васильевич                    | Воронежский         | № 3      | эсеры                                                      |
| 300   | Манатов, Шариф Ахметзянович                | Оренбургский        | № 9      | башкирская федерация                                       |
| 301   | Мандриков, Михаил Сергеевич                | Приамурский         | № 2      | Совет крестьянских депутатов                               |
| 302   | Марков, Борис Дмитриевич                   | Томский             | № 2      | эсеры                                                      |
| 303   | Марков, Гавриил Максимович (Архангельский) | Томский             | № 2      | эсеры                                                      |
| 304   | Марков, Сергей Демьянович                  | Румынский фронт     | № 3      | эсеры и Совет крестьянских депутатов                       |
| 305   | Мартюшин, Григорий Алексеевич              | Казанский           | № 11     | эсеры и Совет крестьянских депутатов                       |
| 306   | Марченков, Николай Дмитриевич              | Юго-Западный фронт  | № 4      | РСДРП(б)                                                   |
| 307   | Масленников, Александр Александрович       | Самарский           | № 2      | РСДРП(б)                                                   |
| 308   | Маслов, Павел Григорьевич                  | Самарский           | № 3      | эсеры и Совет крестьянских депутатов                       |
| 309   | Маслов, Семён Леонтьевич                   | Орловский           | № 3      | эсеры и Совет крестьянских депутатов                       |
| 310   | Маслов, Сергей Семёнович                   | Вологодский         | № 1      | Совет крестьянских депутатов и эсеры                       |
| 311   | Матвеев, Андрей Фёдорович                  | Олонецкий           | № 1      | Съезд крестьянских депутатов                               |
| 312   | Матвеевская, Ольга Александровна           | Орловский           | № 3      | эсеры и Совет крестьянских депутатов                       |
| 313   | Матушкин, Вячеслав Александрович           | Оренбургский        | № 2      | Оренбургского казачьего войска                             |
| 314   | Медведев, Василий Васильевич               | Тульский            | № 1      | эсеры и Совет крестьянских и военно-крестьянских депутатов |
| 315   | Медведев, Сергей Павлович                  | Северный фронт      | № 5      | РСДРП(б)                                                   |
| 316   | Медов, Андрей Алексеевич                   | Тверской            | № 6      | РСДРП(б)                                                   |
| 317   | Меркулов, Ефрем Никитич                    | Тамбовский          | № 1      | эсеры и Совет крестьянских депутатов                       |
| 318   | Меркулов, Михаил Александрович             | Курский             | № 1      | эсеры                                                      |
| 319   | Мещеряков, Николай Леонидович (Зайцев)     | Московский          | № 5      | РСДРП интернационалистов (большевиков)                     |
| 320   | Милюков, Павел Николаевич                  | Петроград-столица   | № 2      | Народная свобода                                           |
| 321   | Милютин, Владимир Павлович                 | Саратовский         | № 10     | РСДРП(б)                                                   |
| 322   | Минин, Александр Аркадьевич                | Саратовский         | № 12     | эсеры и Совет крестьянских депутатов                       |
| 323   | Минор, Осип Соломонович                    | Москва              | № 3      | эсеры                                                      |
| 324   | Мицюк, Иван Корнеевич                      | Екатеринославский   | № 5      | Селянская спилка                                           |
| 325   | Михайличенко, Игнатий Васильевич           | Харьковский         | № 5      | «Земля и Воля»                                             |
| 326   | Михайлов, Иосиф Антонович                  | Тобольский          | № 6      | Съезд крестьянских депутатов и эсеры                       |
| 327   | Михайлов, Павел Яковлевич                  | Томский             | № 2      | эсеры                                                      |
| 328   | Моисеев, Борис Измайлович                  | Тамбовский          | № 7      | РСДРП(б)                                                   |
| 329   | Моисеенко, Борис Николаевич                | Юго-Западный фронт  | № 1      | эсеры и Совет крестьянских депутатов                       |
| 330   | Моргенштиерн, Виктор Фёдорович             | Западный фронт      | № 12     | эсеры и Совет крестьянских депутатов                       |
| 331   | Мостовенко, Павел Николаевич               | Румынский фронт     | № 6      | РСДРП(б)                                                   |
| 332   | Мотора, Фёдор Евтихиевич                   | Черниговский        | № 9      | РСДРП(б)                                                   |
| 333   | Мохов, Василий Иванович                    | Казанский           | № 11     | эсеры и Совет крестьянских депутатов                       |
| 334   | Мошкин, Павел Николаевич                   | Симбирский          | № 2      | Съезд крестьянских депутатов и эсеры                       |
| 335   | Муранов, Матвей Константинович             | Харьковский         | № 3      | РСДРП(б)                                                   |
| 336   | Мухамедияров, Шакир Зарифович              | Самарский           | № 13     | Мусульманское «Шуро»                                       |
| 337   | Мухаметдинов, Ахметдин Мухаметдинович      | Уфимский            | № 3      | Совет крестьянских депутатов                               |
| 338   | Мухин, Алексей Фёдорович                   | Тобольский          | № 6      | Съезд крестьянских депутатов и эсеры                       |
| 339   | Мясников, Александр Фёдорович              | Западный фронт      | № 9      | РСДРП(б)                                                   |

## Н
| № п/п | Фамилия (псевдоним) имя отчество        | Избирательный округ | № списка | Выдвинувшая организация                                   |
| ----- | --------------------------------------- | ------------------- | -------- | --------------------------------------------------------- |
| 340   | Набатов, Иван Дмитриевич                | Тамбовский          | № 1      | эсеры и Совет крестьянских депутатов                      |
| 341   | Набоков, Владимир Дмитриевич            | Петроградский       | № 1      | Народная свобода                                          |
| 342   | Наумов, Валериан Николаевич             | Владимирский        | № 6      | РСДРП(б)                                                  |
| 343   | Нахимсон, Семён Михайлович              | Северный фронт      | № 5      | РСДРП(б)                                                  |
| 344   | Неаронов, Григорий Павлович             | Тульский            | № 1      | эсеры и Совет крестьянских и венно-крестьянских депутатов |
| 345   | Невский, Владимир Иванович (Кривобоков) | Воронежский         | № 2      | РСДРП(б) и другие интернационалисты                       |
| 346   | Нежинцев, Иван Петрович                 | Астраханский        | № 6      | Совет крестьянских депутатов и эсеры                      |
| 347   | Нейбут, Арнольд Яковлевич               | Приамурский         | № 5      | РСДРП(б)                                                  |
| 348   | Немтинов, Фёдор Степанович              | Тамбовский          | № 1      | эсеры и Совет крестьянских депутатов                      |
| 349   | Неручев, Анатолий Васильевич            | Курский             | № 1      | эсеры                                                     |
| 350   | Нестеров, Иван Петрович                 | Минский             | № 12     | эсеры и Совет крестьянских депутатов                      |
| 351   | Никитин, Николай Родионович             | Воронежский         | № 3      | эсеры                                                     |
| 352   | Николаев, Михаил Константинович         | Западный фронт      | № 12     | эсеры и Совет крестьянских депутатов                      |
| 353   | Николаев, Семён Николаевич              | Казанский           | № 1      | общечувашский национальный съезд                          |
| 354   | Никонов, Сергей Андреевич               | Таврический         | № 5      | эсеры и Совет крестьянских депутатов                      |
| 355   | Никотин, Владимир Михайлович            | Юго-Западный фронт  | № 1      | эсеры и Совет крестьянских депутатов                      |
| 356   | Нимвицкий, Борис Николаевич             | Петроградский       | № 2      | РСДРП(б)                                                  |
| 357   | Новгородцев, Павел Иванович             | Москва-столица      | № 1      | Народная свобода                                          |
| 358   | Ногин, Виктор Павлович                  | Московский          | № 5      | РСДРП(б)                                                  |

## О
| № п/п | Фамилия (псевдоним) имя отчество             | Избирательный округ | № списка | Выдвинувшая организация                                            |
| ----- | -------------------------------------------- | ------------------- | -------- | ------------------------------------------------------------------ |
| 359   | Ованесян-Варандян, Микаэль Артемьевич        | Закавказский        | № 4      | Дашнакцутюн                                                        |
| 360   | Овчаренко, Андрей Титович                    | Харьковский         | № 5      | «Земля и Воля»                                                     |
| 361   | Оганджанян, Амазасп Иванович                 | Закавказский        | № 4      | Дашнакцутюн                                                        |
| 362   | Огановский, Николай Петрович                 | Воронежский         | № 3      | эсеры                                                              |
| 363   | Одинец, Гавриил Матвеевич                    | Черниговский        | № 10     | Украинские социалисты-революционеры с Украинской Селянской спилкой |
| 364   | Одинцов, Адриан Григорьевич                  | Тамбовский          | № 1      | эсеры и Совет крестьянских депутатов                               |
| 365   | Озембловский, Иван Густавович                | Курский             | № 4      | РСДРП(б)                                                           |
| 366   | Окулов, Алексей Иванович                     | Енисейский          | № 2      | РСДРП(б)                                                           |
| 367   | Ольминский, Михаил Степанович (Александров)  | Тамбовский          | № 7      | РСДРП(б)                                                           |
| 368   | Ольхин, Николай Николаевич                   | Псковский           | № 3      | эсеры и Совет крестьянских депутатов                               |
| 369   | Омельков, Михаил Фёдорович                   | Томский             | № 2      | эсеры                                                              |
| 370   | Онипко, Федот Михайлович                     | Ставропольский      | № 1      | эсеры и Совет крестьянских депутатов                               |
| 371   | Оболенский, Валериан Валерианович (Осинский) | Рязанский           | № 5      | РСДРП(б)                                                           |
| 372   | Осинцев, Николай Кондратьевич                | Уфимский            | № 9      | эсеры и Совет крестьянских депутатов                               |

## П
| № п/п | Фамилия (псевдоним) имя отчество   | Избирательный округ | № списка | Выдвинувшая организация                                           |
| ----- | ---------------------------------- | ------------------- | -------- | ----------------------------------------------------------------- |
| 373   | Павлов, Владимир Евгеньевич        | Московский          | № 3      | эсеры                                                             |
| 374   | Павлов, Фёдор Константинович       | Рязанский           | № 3      | эсеры и Совет крестьянских депутатов                              |
| 375   | Панчурин, Павел Иванович           | Саратовский         | № 12     | эсеры и Совет крестьянских депутатов                              |
| 376   | Пароль, Николай Иванович           | Калужский           | № 2      | эсеры и губернский Съезд Советов крестьянских депутатов           |
| 377   | Пастухов, Иван Дмитриевич          | Вятский             | № 11     | РСДРП(б)                                                          |
| 378   | Пахомов, Василий Васильевич        | Курский             | № 1      | эсеры                                                             |
| 379   | Пашин, Илья Михайлович             | Новгородский        | № 6      | РСДРП(б)                                                          |
| 380   | Пегельман, Ганс Густавович         | Эстляндский         | № 2      | РСДРП(б) и ИК безземельных и малоземельных крестьян               |
| 381   | Петерсон, Карл Андреевич           | Лифляндский         | № 3      | социал-демократы Латвии                                           |
| 382   | Петлюра, Симон Васильевич          | Румынский фронт     | № 1      | украинская социалистическая организация                           |
| 383   | Петренко, Назарий Антонович        | Полтавский          | № 8      | Украинская Селянская спилка и Украинские социалисты-революционеры |
| 384   | Петров, Валериан Гаврилович        | Приамурский         | № 2      | Совет крестьянских депутатов                                      |
| 385   | Петров, Дмитрий Петрович           | Симбирский          | № 2      | Съезд крестьянских депутатов и эсеры                              |
| 386   | Петровский, Григорий Иванович      | Екатеринославский   | № 9      | РСДРП(б) и Бахмутский Совет крестьянских депутатов                |
| 387   | Пинсон, Борис Давидович            | Витебский           | № 5      | РСДРП(б)                                                          |
| 388   | Писначевский, Виктор Онуфриевич    | Румынский фронт     | № 1      | украинская социалистическая организация                           |
| 389   | Подвицкий, Виктор Владимирович     | Смоленский          | № 3      | эсеры и Совет крестьянских депутатов                              |
| 390   | Подвойский, Николай Ильич          | Северный фронт      | № 5      | РСДРП(б)                                                          |
| 391   | Позерн, Борис Павлович             | Петербургский       | № 2      | РСДРП(б)                                                          |
| 392   | Покровский, Георгий Константинович | Псковский           | № 3      | эсеры                                                             |
| 393   | Покровский, Михаил Николаевич      | Смоленский          | № 7      | РСДРП(б)                                                          |
| 394   | Полозов, Михаил Николаевич         | Полтавский          | № 17     | украинские социалисты-революционеры и эсеры                       |
| 395   | Полоцкий, Александр Аркадьевич     | Полтавский          | № 8      | Украинская Селянская спилка и Украинские социалисты-революционеры |
| 396   | Поляков, Михаил Харитонович        | Оренбургский        | № 3      | Съезд эсеров и Съезд крестьянских депутатов                       |
| 397   | Попов, Иван Васильевич             | Вятский             | № 11     | РСДРП(б)                                                          |
| 398   | Попов, Иван Петрович               | Таврический         | № 5      | эсеры и Совет крестьянских депутатов                              |
| 399   | Попов, Николай Михайлович          | Харьковский         | № 5      | «Земля и Воля»                                                    |
| 400   | Попов, Семён Степанович            | Екатеринославский   | № 3      | «Земля и Воля»                                                    |
| 401   | Поска, Иван Иванович               | Эстляндский         | № 7      | Эстонский демократический блок                                    |
| 402   | Постников, Сергей Порфирьевич      | Воронежский         | № 3      | эсеры                                                             |
| 403   | Почекуев, Кирилл Тихонович         | Симбирский          | № 2      | Съезд крестьянских депутатов и эсеры                              |
| 404   | Прохоров, Иван Михайлович          | Пензенский          | № 4      | эсеры                                                             |
| 405   | Пумпянский, Николай Петрович       | Забайкальский       | № 4      | эсеры                                                             |
| 406   | Пыжев, Александр Иванович          | Кавказский фронт    | № 3      | эсеры                                                             |
| 407   | Пьяных, Иван Емельянович           | Курский             | № 1      | эсеры                                                             |
| 408   | Пятаков, Георгий Леонидович        | Черниговский        | № 9      | РСДРП(б)                                                          |
| 409   | Пятаков, Леонид Леонидович         | Юго-Западный фронт  | № 4      | РСДРП(б)                                                          |

## Р
| № п/п | Фамилия (псевдоним) имя отчество       | Избирательный округ | № списка | Выдвинувшая организация                                   |
| ----- | -------------------------------------- | ------------------- | -------- | --------------------------------------------------------- |
| 410   | Рабинович, Борис Николаевич            | Северный фронт      | № 3      | эсеры и Совет крестьянских депутатов                      |
| 411   | Рабчинский, Иван Васильевич            | Эстляндский         | № 2      | РСДРП(б) и ИК безземельного и малоземельного крестьянства |
| 412   | Радомский, Александр Максимович        | Екатеринославский   | № 5      | Селянская спилка                                          |
| 413   | Ракитников, Николай Иванович           | Саратовский         | № 12     | эсеры и Совет крестьянских депутатов                      |
| 414   | Раков, Дмитрий Фёдорович               | Нижегородский       | № 3      | эсеры и Совет крестьянских депутатов                      |
| 415   | Рамазанов, Константин Измаилович       | Алтайский           | № 2      | эсеры и Совет крестьянских депутатов                      |
| 416   | Рамишвили, Исидор Иванович             | Закавказский        | № 1      | РСДРП                                                     |
| 417   | Рамишвили, Ной Виссарионович           | Закавказский        | № 1      | РСДРП                                                     |
| 418   | Раппопорт, Шлиом Аронович              | Могилёвский         | № 1      | Совет крестьянских депутатов и эсеры                      |
| 419   | Раскольников, Фёдор Фёдорович (Ильин)  | Петроградский       | № 2      | РСДРП(б)                                                  |
| 420   | Растопчин, Николай Петрович            | Костромской         | № 4      | РСДРП(б)                                                  |
| 421   | Расул-Заде, Мемед-Эмин Алекпер-оглы    | Закавказский        | № 10     | Мусульманский национальный комитет и «Мусават»            |
| 422   | Расчесаев, Николай Васильевич          | Вологодский         | № 1      | Совет крестьянских депутатов и эсеры                      |
| 423   | Ремизов, Михаил Петрович               | Смоленский          | № 7      | РСДРП(б)                                                  |
| 424   | Рихтер, Владимир Николаевич            | Херсонский          | № 4      | Совет крестьянских депутатов                              |
| 425   | Рогов, Алексей Гаврилович              | Енисейский          | № 2      | РСДРП(б)                                                  |
| 426   | Роговский, Евгений Францевич           | Алтайский           | № 2      | эсеры и Совет крестьянских депутатов                      |
| 427   | Рогозинский, Николай Владимирович      | Западный фронт      | № 9      | РСДРП(б)                                                  |
| 428   | Родичев, Фёдор Измайлович              | Петроград-столица   | № 2      | Народная свобода                                          |
| 429   | Розенблюм, Дмитрий Самойлович (Фирсов) | Екатеринославский   | № 3      | «Земля и Воля»                                            |
| 430   | Розин, Фридрих Адамович                | Лифляндский         | № 3      | социал-демократы Латвии                                   |
| 431   | Розмирович, Елена Фёдоровна            | Юго-Западный фронт  | № 4      | РСДРП(б)                                                  |
| 432   | Романенко, Иван Степанович             | Екатеринославский   | № 5      | Селянская спилка                                          |
| 433   | Романенко, Павел Иванович              | Курский             | № 1      | эсеры                                                     |
| 434   | Романов, Иван Романович                | Нижегородский       | № 7      | РСДРП(б)                                                  |
| 435   | Росин, Андрей Васильевич               | Екатеринославский   | № 5      | Селянская спилка                                          |
| 436   | Руднев, Вадим Викторович               | Алтайский           | № 2      | эсеры и Совет крестьянских депутатов                      |
| 437   | Рудьев, Василий Михайлович             | Бессарабский        | № 1      | Советы крестьянских депутатов                             |
| 438   | Русанов, Андриан Иосифович             | Курский             | № 1      | эсеры                                                     |
| 439   | Рывкин, Залман Осерович                | Витебский           | № 5      | РСДРП(б)                                                  |
| 440   | Рыков, Алексей Иванович                | Ярославский         | № 7      | социал-демократы интернационалисты (большевики)           |
| 441   | Рындич, Адриан Филиппович              | Черниговский        | № 9      | РСДРП(б)                                                  |
| 442   | Рябов, Иван Иванович                   | Тамбовский          | № 1      | эсеры и Совет крестьянских депутатов                      |
| 443   | Рязанов, Давид Борисович (Гольдендах)  | Румынский фронт     | № 6      | РСДРП(б)                                                  |
|       |                                        |                     |          |                                                           |

## С
| № п/п | Фамилия (псевдоним) имя отчество                     | Избирательный округ                      | № списка | Выдвинувшая организация                                            |
| ----- | ---------------------------------------------------- | ---------------------------------------- | -------- | ------------------------------------------------------------------ |
| 444   | Саенко, Николай Ферапонтович                         | Черниговский                             | № 10     | Украинские социалисты-революционеры с Украинской Селянской спилкой |
| 445   | Саламатов, Пётр Тимофеевич                           | Вятский                                  | № 3      | Съезд крестьянских депутатов и эсеры                               |
| 446   | Салехов, Самигулла Валиуллович                       | Казанский                                | № 4      | Мусульманское собрание                                             |
| 447   | Сапронов, Тимофей Владимирович (Широков)             | Московский                               | № 5      | РСДРП(б) интернационалистов (большевиков)                          |
| 448   | Саркисьянц, Саркис Мнацаканович                      | Витебский                                | № 5      | РСДРП(б)                                                           |
| 449   | Сафонов, Михаил Иванович                             | Псковский                                | № 3      | эсеры и Совет крестьянских депутатов                               |
| 450   | Свердлов, Яков Михайлович                            | Симбирский                               | № 10     | РСДРП(б)                                                           |
| 451   | Святицкий, Николай Владимирович                      | Харьковский                              | № 5      | «Земля и Воля»                                                     |
| 452   | Северов-Одоевский, Афанасий Семёнович                | Харьковский                              | № 5      | «Земля и Воля»                                                     |
| 453   | Седякин, Александр Игнатьевич                        | Северный фронт                           | № 5      | РСДРП(б)                                                           |
| 454   | Сейдамет, Сеид Джафер                                | Таврический                              | № 5      | Временный Крымский мусульманский ИК                                |
| 455   | Селезнёв, Владимир Сергеевич                         | Минский                                  | № 9      | РСДРП(б)                                                           |
| 456   | Сельяма, Юлиус Юрьевич                               | Эстляндский                              | № 3      | Эстонская трудовая партия                                          |
| 457   | Семёнов, Фёдор Семёнович (Лисиенко Арсений Павлович) | Томский                                  | № 2      | эсеры                                                              |
| 458   | Семеняга, Тимош Петрович                             | Полтавский                               | № 8      | Украинская Селянская спилка и Украинские социалисты-революционеры  |
| 459   | Сергеев, Фёдор Андреевич (Артём)                     | Харьковский                              | № 3      | РСДРП(б)                                                           |
| 460   | Середа, Семён Пафнутьевич                            | Рязанский                                | № 5      | РСДРП(б)                                                           |
| 461   | Сигов, Михаил Алексеевич                             | Пермский                                 | № 2      | эсеры и Совет крестьянских депутатов                               |
| 462   | Склянский, Эфраим Маркович                           | Северный фронт                           | № 5      | РСДРП(б)                                                           |
| 463   | Скляр, Иосиф Шимонович                               | Херсонский                               | № 9      | РСДРП(б)                                                           |
| 464   | Скобелев, Матвей Иванович                            | Закавказский                             | № 1      | РСДРП                                                              |
| 465   | Слетова-Чернова, Анастасия Николаевна                | Тамбовский                               | № 1      | эсеры и Совет крестьянских депутатов                               |
| 466   | Слоним, Марк Львович                                 | Бессарабский                             | № 2      | эсеры                                                              |
| 467   | Смидович, Пётр Гермогенович                          | Москва-столица                           | № 5      | РСДРП интернационалистов (большевиков)                             |
| 468   | Смилга, Ивар Тенисович                               | Северный фронт                           | № 5      | РСДРП(б)                                                           |
| 469   | Смирнов, Александр (Фома)                            | Московский                               | № 5      | РСДРП интернационалистов (большевиков)                             |
| 470   | Смирнов, Иван Давыдович                              | Воронежский                              | № 3      | эсеров                                                             |
| 471   | Смирнов, Иван Никитич                                | Томский                                  | ?        | большевик                                                          |
| 472   | Соколов, Борис Фёдорович                             | Юго-Западный фронт                       | № 1      | эсеры и Совет крестьянских депутатов                               |
| 473   | Соколов, Николай Николаевич                          | Новгородский                             | № 4      | эсеры                                                              |
| 474   | Соколов, Фёдор Андреевич                             | Владимирский                             | № 3      | Съезд крестьянских депутатов и эсеры                               |
| 475   | Сокольников, Григорий Яковлевич (Бриллиант)          | Тверской                                 | № 6      | РСДРП(б)                                                           |
| 476   | Солерс, Борис Иванович                               | Румынский фронт                          | № 6      | РСДРП(б)                                                           |
| 477   | Сорокин, Ефим Иванович                               | Рязанский                                | № 3      | эсеры и Совет крестьянских депутатов                               |
| 478   | Сорокин, Иван Степанович                             | Оренбургский                             | № 3      | Съезд эсеров и Съезд крестьянских депутатов                        |
| 479   | Сорокин, Питирим Александрович                       | Вологодский                              | № 1      | Совет крестьянских депутатов и эсеры                               |
| 480   | Сорокин, Фёдор Иванович                              | Приамурский                              | № 2      | Совет крестьянских депутатов                                       |
| 481   | Сосновский, Лев Семёнович                            | Пермский                                 | № 6      | РСДРП(б)                                                           |
| 482   | Сотнин, Иван Васильевич                              | Алтайский                                | № 2      | эсеры и Совет крестьянских депутатов                               |
| 483   | Сочева, Александр Миронович                          | Екатеринославский                        | № 3      | «Земля и Воля»                                                     |
| 484   | Спиридонова, Мария Александровна                     | Владимирский                             | № 3      | Съезд крестьянских депутатов и эсеры                               |
| 485   | Спундэ, Александр Петрович                           | Вятский                                  | № 11     | РСДРП(б)                                                           |
| 486   | Сталин, Иосиф Виссарионович (Джугашвили)             | Петроград-столица                        | № 4      | ЦК                                                                 |
| 487   | Стенька, Яков Николаевич                             | Полтавский                               | № 8      | Украинская Селянская спилка и Украинские социалисты-революционеры  |
| 488   | Степаненко, Аркадий Степанович                       | Полтавский                               | № 8      | Украинская Селянская спилка и Украинские социалисты-революционеры  |
| 489   | Скворцов-Степанов, Иван Иванович                     | Москва-столица                           | № 5      | социал-демократы интернационалисты (большевики)                    |
| 490   | Сторубель, Фёдор Фомич                               | Екатеринославский                        | № 5      | Селянская спилка                                                   |
| 491   | Стрелков, Николай Арсеньевич                         | Восточно-Китайский железнодорожный округ | № 2      | РСДРП(об)                                                          |
| 492   | Стрельцов, Александр Иванович                        | Харьковский                              | № 5      | эсеры                                                              |
| 493   | Строменко, Василий Иоанникиевич                      | Екатеринославский                        | № 5      | Селянская спилка                                                   |
| 494   | Стуков, Иннокентий Николаевич                        | Калужский                                | № 7      | РСДРП(б)                                                           |
| 495   | Стучка, Пётр Иванович                                | Северный фронт                           | № 5      | РСДРП(б)                                                           |
| 496   | Ганиев, Султан-Меджид                                | Закавказский                             | № 14     | Мусульмане России                                                  |
| 497   | Султанов, Хосров-бек                                 | Закавказский                             | № 10     | Мусульманский национальный комитет и партия «Мусават»              |
| 498   | Сумгин, Михаил Иванович                              | Нижегородский                            | № 3      | эсеры и Совет крестьянских депутатов                               |
| 499   | Сюнчелей, Шариф Хамидуллович                         | Уфимский                                 | № 3      | Совет крестьянских депутатов                                       |
| 500   | Сургай, Павел Киприянович                            | Екатеринославский                        | № 5      | Селянская спилка                                                   |
| 501   | Сургучёв, Дмитрий Павлович                           | Юго-Западный фронт                       | № 1      | эсеры и Совет крестьянских депутатов                               |
| 502   | Суханов, Алексей Степанович                          | Тобольский                               | № 3      | народные-социалисты и Крестьянский Союз                            |
| 503   | Суханов, Николай Петрович                            | Казанский                                | № 11     | эсеры и Совет крестьянских депутатов                               |
| 504   | Суханов, Павел Степанович                            | Тобольский                               | № 6      | Съезд крестьянских депутатов и эсеры                               |
| 505   | Сухарев, Трофим Андреевич                            | Рязанский                                | № 3      | эсеры и Совет крестьянских депутатов                               |
| 506   | Суховых, Константин Александрович                    | Бессарабский                             | № 2      | эсеры                                                              |
| 507   | Суховых, Лев Александрович                           | Бессарабский                             | № 2      | эсеры                                                              |
| 508   | Сухомлин, Василий Васильевич                         | Томский                                  | № 2      | эсеры                                                              |

## Т
| № п/п | Фамилия (псевдоним) имя отчество             | Избирательный округ | № списка | Выдвинувшая организация                         |
| ----- | -------------------------------------------- | ------------------- | -------- | ----------------------------------------------- |
| 509   | Таганов, Андрей Иванович                     | Минский             | № 9      | РСДРП(б)                                        |
| 510   | Тарабукин, Степан Кузьмич (Тарин)            | Пермский            | № 2      | эсеры и Совет крестьянских депутатов            |
| 511   | Теннисон, Ян Янович                          | Эстляндский         | № 7      | Эстонский демократический блок                  |
| 512   | Терегулов, Гумер Халибрахманович             | Уфимский            | № 1      | Мусульманский национальный Совет                |
| 513   | Терещенко, Кузьма Кириллович                 | Астраханский        | № 6      | Совет крестьянских депутатов и эсеры            |
| 514   | Терлецкий, Евгений Петрович                  | Полтавский          | № 17     | украинские социалисты-революционеры и эсеры     |
| 515   | Терниченко, Аристарх Григорьевич             | Румынский фронт     | № 1      | украинские социалистические организации         |
| 516   | Тимофеев, Евгений Михайлович                 | Иркутский           | № 1      | эсеры и Крестьянский союз                       |
| 517   | Титов, Гермоген Титович                      | Симбирский          | № 2      | Съезд крестьянских депутатов и эсеры            |
| 518   | Тихменев, Николай Сергеевич                  | Западный фронт      | № 9      | РСДРП(б)                                        |
| 519   | Тихомиров, Константин Павлович               | Тверской            | № 3      | эсеры и губернский Совет крестьянских депутатов |
| 520   | Толстов, Пётр Николаевич                     | Таврический         | № 5      | эсеры и Совет крестьянских депутатов            |
| 521   | Топчибашиев, Али-Мардан-бек                  | Закавказский        | № 10     | Мусульманский национальный комитет и «Мусават»  |
| 522   | Тришевский, Пётр Андреевич                   | Херсонский          | № 4      | Совет крестьянских депутатов                    |
| 523   | Тройчук, Яков Онисимович                     | Херсонский          | № 4      | Совет крестьянских депутатов                    |
| 524   | Троцкий, Лев Давидович                       | Новгородский        | № 6      | РСДРП(б)                                        |
| 525   | Трояновский, Александр Антонович             | Юго-Западный фронт  | № 2      | РСДРП(об)                                       |
| 526   | Трубачёв, Пётр Данилович                     | Юго-Западный фронт  | № 4      | РСДРП(б)                                        |
| 527   | Трусов, Александр Евдокимович                | Астраханский        | № 4      | РСДРП(б)                                        |
| 528   | Трутовский, Владимир Евгениевич              | Уфимский            | № 9      | эсеры и Совет крестьянских депутатов            |
| 529   | Туманов, Леон Георгиевич                     | Кавказский фронт    | № 3      | эсеры                                           |
| 530   | Тухватуллин, Фатих Насырович                 | Пермский            | № 9      | Башкиро-татарская группа                        |
| 531   | Туктаров, Махмуд Фуад                        | Самарский           | № 13     | Мусульманское «Шуро»                            |
| 532   | Тюриков, Дмитрий Васильевич (Скоропоспешнов) | Нижегородский       | № 3      | эсеры и Совет крестьянских депутатов            |

## У
| № п/п | Фамилия (псевдоним) имя отчество    | Избирательный округ | № списка | Выдвинувшая организация                      |
| ----- | ----------------------------------- | ------------------- | -------- | -------------------------------------------- |
| 533   | Уншлихт, Иосиф Станиславович        | Петроград-столица   | № 4      | ЦК                                           |
| 534   | Урицкий, Моисей Соломонович         | Новгородский        | № 6      | РСДРП(б)                                     |
| 535   | Устинов, Алексей Михайлович         | Саратовский         | № 12     | эсеры и Совет крестьянских депутатов         |
| 536   | Усуббеков, Насиб-бек-Уссуб-бек-оглы | Закавказский        | № 10     | Мусульманский национальный комитет «Мусават» |
| 537   | Утгоф, Владимир Львович             | Северный фронт      | № 3      | эсеры и Советы крестьянских депутатов        |
| 538   | Уткин, Василий Иванович             | Псковский           | № 3      | эсеры и Совет крестьянских депутатов         |
| 539   | Ушарнов, Михаил Павлович            | Псковский           | № 6      | РСДРП(б)                                     |

## Ф
| № п/п | Фамилия (псевдоним) имя отчество       | Избирательный округ | № списка | Выдвинувшая организация               |
| ----- | -------------------------------------- | ------------------- | -------- | ------------------------------------- |
| 540   | Фахретдинов, Габдул-Ахад Ризаитдинович | Оренбургский        | № 9      | башкирская федерация                  |
| 541   | Феденев, Иннокентий Павлович           | Западный фронт      | № 9      | РСДРП(б)                              |
| 542   | Федорович, Флориан Флорианович         | Пензенский          | № 4      | эсеры                                 |
| 543   | Феофилактов, Алексей Евгениевич        | Херсонский          | № 4      | Совет крестьянских депутатов          |
| 544   | Филатов, Василий Александрович         | Уфимский            | № 9      | эсеры и Совет крестьянских депутатов  |
| 545   | Филипповский, Василий Николаевич       | Юго-Западный фронт  | № 1      | эсеры и Советы крестьянских депутатов |
| 546   | Фокеев, Михаил Семёнович               | Нижегородский       | № 3      | эсеры и Совет крестьянских депутатов  |
| 547   | Фокин, Игнатий Иванович                | Орловский           | № 8      | РСДРП(б)                              |
| 548   | Фомин, Нил Валерианович                | Енисейский          | № 3      | эсеры                                 |
| 549   | Фортунатов, Борис Константинович       | Самарский           | № 3      | эсеры и Совет крестьянских депутатов  |
| 550   | Фрейман, Василий Николаевич            | Минский             | № 9      | РСДРП(б)                              |
| 551   | Фрунзе, Михаил Васильевич              | Владимирский        | № 6      | РСДРП(б)                              |

## Х
| № п/п | Фамилия (псевдоним) имя отчество    | Избирательный округ | № списка | Выдвинувшая организация              |
| ----- | ----------------------------------- | ------------------- | -------- | ------------------------------------ |
| 552   | Халфин, Назип Латылович             | Казанский           | № 4      | Мусульманское собрание               |
| 553   | Ходотов, Николай Иванович           | Орловский           | № 3      | эсеры и Совет крестьянских депутатов |
| 554   | Холодов, Борис Яковлевич            | Курский             | № 1      | эсеры                                |
| 555   | Хреновский, Константин Митрофанович | Воронежский         | № 3      | эсеры                                |
| 556   | Хрисаненков, Лукьян Афанасьевич     | Могилёвский         | № 1      | Совет крестьянских депутатов и эсеры |

## Ц
| № п/п | Фамилия (псевдоним) имя отчество | Избирательный округ | № списка | Выдвинувшая организация              |
| ----- | -------------------------------- | ------------------- | -------- | ------------------------------------ |
| 557   | Цаликов, Ахмет-бек Тимбулатович  | Симбирский          | № 8      | Мусульманская партия «Шуро»          |
| 558   | Цветаев, Александр Алексеевич    | Могилёвский         | № 1      | Совет крестьянских депутатов и эсеры |
| 559   | Цвиллинг, Самуил Моисеевич       | Оренбургский        | № 8      | РСДРП(б)                             |
| 560   | Церетели, Ираклий Георгиевич     | Закавказский        | № 1      | РСДРП                                |
| 561   | Цынговатов, Иосиф Алексеевич     | Пензенский          | № 4      | эсеры                                |

## Ч
| № п/п | Фамилия (псевдоним) имя отчество  | Избирательный округ | № списка | Выдвинувшая организация                           |
| ----- | --------------------------------- | ------------------- | -------- | ------------------------------------------------- |
| 562   | Чайкин, Вадим Афанасьевич         | Ферганский          | № 2      | общеферганский                                    |
| 563   | Чайковский, Николай Васильевич    | Вятский             | № 5      | народные-социалисты и национальный союз черемисов |
| 564   | Черненков, Борис Николаевич       | Саратовский         | № 12     | эсеры и Совет крестьянских депутатов              |
| 565   | Чернов, Виктор Михайлович         | Тамбовский          | № 1      | эсеры и Совет крестьянских депутатов              |
| 566   | Чернышёв, Фёдор Дмитриевич        | Тамбовский          | № 1      | эсеры и Совет крестьянских депутатов              |
| 567   | Чеховский, Владимир Моисеевич     | Херсонский          | № 8      | Украинская социал-демократическая рабочая партия  |
| 568   | Чешейко-Сохацкий, Стефан Вацлович | Витебский           | № 5      | РСДРП(б)                                          |
| 569   | Чудновский, Григорий Исаакович    | Юго-Западный фронт  | № 4      | РСДРП(б)                                          |
| 570   | Чупахин, Василий Прокофьевич      | Самарский           | № 3      | эсеры и Совет крестьянских депутатов              |
| 571   | Чуцкаев, Сергей Егорович          | Оренбургский        | № 8      | РСДРП(б)                                          |
| 572   | Чхеидзе, Николай Семёнович        | Закавказский        | № 1      | РСДРП                                             |
| 573   | Чхенкели, Акакий Иванович         | Закавказский        | № 1      | РСДРП                                             |

## Ш
| № п/п | Фамилия (псевдоним) имя отчество | Избирательный округ | № списка | Выдвинувшая организация                         |
| ----- | -------------------------------- | ------------------- | -------- | ----------------------------------------------- |
| 574   | Шаповал, Никита Ефимович         | Черниговский        | № 10     | Украинские эсеры с Украинской Селянской спилкой |
| 575   | Шапошников, Акиндин Иванович     | Алтайский           | № 2      | эсеры и Совет крестьянских депутатов            |
| 576   | Шаумян, Степан Георгиевич        | Закавказский        | № 5      | РСДРП(б)                                        |
| 577   | Шахатунян, Аветис Тигранович     | Закавказский        | № 4      | Дашнакцутюн                                     |
| 578   | Швецов, Сергей Порфирьевич       | Донской             | № 2      | эсеры                                           |
| 579   | Шейнман, Арон Львович            | Северный фронт      | № 5      | РСДРП(б)                                        |
| 580   | Шишаев, Роман Лукьянович         | Могилёвский         | № 1      | Совет крестьянских депутатов и эсеры            |
| 581   | Шишарин, Иннокентий Алексеевич   | Томский             | № 2      | эсеры                                           |
| 582   | Шишкин, Матвей Дмитриевич        | Олонецкий           | № 1      | Съезд крестьянских депутатов                    |
| 583   | Шкорбатов, Николай Андреевич     | Харьковский         | № 5      | «Земля и Воля»                                  |
| 584   | Шлегель, Никодим Валерианович    | Минский             | № 9      | РСДРП(б)                                        |
| 585   | Шлихтер, Александр Григорьевич   | Тамбовский          | № 7      | РСДРП(б)                                        |
| 586   | Шмелёв, Николай Андреевич        | Румынский фронт     | № 3      | эсеры и Совет крестьянских депутатов            |
| 587   | Шмидт, Василий Владимирович      | Тверской            | № 6      | РСДРП(б)                                        |
| 588   | Шнырев, Даниил Семёнович         | Алтайский           | № 2      | эсеры и Совет крестьянских депутатов            |
| 589   | Шотман, Александр Васильевич     | Петроградский       | № 2      | РСДРП(б)                                        |
| 590   | Шраг, Николай Ильич              | Черниговский        | № 10     | Украинские эсеры с Украинской Селянской спилкой |
| 591   | Шрейдер, Григорий Ильич          | Петроград-столица   | № 9      | эсеры                                           |
| 592   | Штейнберг, Исаак Захарович       | Уфимский            | № 9      | эсеры и Совет крестьянских депутатов            |
| 593   | Шулаков, Константин Степанович   | Вятский             | № 3      | Съезд крестьянских депутатов и эсеры            |

## Э, Ю
| № п/п | Фамилия (псевдоним) имя отчество | Избирательный округ | № списка | Выдвинувшая организация              |
| ----- | -------------------------------- | ------------------- | -------- | ------------------------------------ |
| 594   | Эйдеман, Роберт Петрович         | Енисейский          | № 3      | эсеры                                |
| 595   | Юров (Охотин), Андрей Яковлевич  | Псковский           | № 6      | РСДРП(б)                             |
| 596   | Юрецкий, Пётр Семёнович          | Вологодский         | № 1      | Совет крестьянских депутатов и эсеры |
| 597   | Юрицин, Сергей Петрович          | Херсонский          | № 4      | Совет крестьянских депутатов         |

## Я
| № п/п | Фамилия (псевдоним) имя отчество | Избирательный округ | № списка | Выдвинувшая организация                                           |
| ----- | -------------------------------- | ------------------- | -------- | ----------------------------------------------------------------- |
| 598   | Яковлев, Александр Иванович      | Западный фронт      | № 9      | РСДРП(б)                                                          |
| 599   | Яковлева, Варвара Николаевна     | Тульский            | № 5      | РСДРП(б)                                                          |
| 600   | Янко, Александр Петрович         | Полтавский          | № 8      | Украинская Селянская спилка и Украинские социалисты-революционеры |
| 601   | Ярославский, Емельян Михайлович  | Москва-столица      | № 5      | РСДРП интернационалистов (большевиков).                           |

## Дополнительный список членов
| № п/п | Фамилия (псевдоним) имя отчество            | Избирательный округ | № списка | Выдвинувшая организация                                             |
| ----- | ------------------------------------------- | ------------------- | -------- | ------------------------------------------------------------------- |
| 602   | Агеев, Павел Михайлович                     | Донской             | № 4      | Казачий                                                             |
| 603   | Андронников, Владимир Николаевич            | Пермский            | № 6      | РСДРП(б)                                                            |
| 604   | Антонов, Владимир Павлович                  | Саратовский         | № 10     | РСДРП(б)                                                            |
| 605   | Араканцев, Михаил Петрович                  | Донской             | № 4      | Казачий                                                             |
| 606   | Асмолов, Владимир Иванович                  | Херсонский          | № 4      | Совет крестьянских депутатов, с.-р., укр. с.-р. и евр. соц. раб. п. |
| 607   | Атабекьян, Левон Николаевич                 | Закавказский        | № 3      | эсеры                                                               |
| 608   | Ахундов, Джафар Ахунд                       | Закавказский        | № 11     | РСДРП «Гуммет»                                                      |
| 609   | Бабин, Борис Вячеславович                   | Донской             | № 2      | эсеры                                                               |
| 610   | Балай, Осип Семёнович                       | Минский             | № 12     | эсеры и Совет крестьянских депутатов                                |
| 611   | Баранцев, Трофим Владимирович               | Тобольский          | № 6      | Съезд крестьянских депутатов и эсеры                                |
| 612   | Баянов, Санджи Баянович                     | Прикаспийский       | № 1      | Калмыцкий национальный                                              |
| 613   | Бекзадян, Иосиф Артемьевич                  | Закавказский        | № 1      | РСДРП                                                               |
| 614   | Богаевский, Митрофан Петрович               | Донской             | № 4      | Казачий                                                             |
| 615   | Вампилун, Баэртон Гандалович                | Иркутский           | № 5      | бурят. нац.                                                         |
| 616   | Василевский, Терентий Яковлевич             | Могилёвский         | № 1      | Совет крестьянских депутатов и эсеры                                |
| 617   | Васильченко, Семён Филиппович               | Донской             | № 5      | РСДРП(б)                                                            |
| 618   | Велихов, Лев Александрович                  | Херсонский          | № 5      | кадеты                                                              |
| 619   | Винниченко, Владимир Кириллович             | Киевский            | № 1      | украинские социалисты-революционеры                                 |
| 620   | Воронков, Митрофан Семёнович                | Донской             | № 4      | Казачий                                                             |
| 621   | Воронков, Михаил Иванович                   | Рязанский           | № 5      | РСДРП(б)                                                            |
| 622   | Гаврилов, Николай Андреевич                 | Иркутский           | № 7      | социал-демократы (большевики) и меньшевики-интернационалисты        |
| 623   | Газазян, Корюн Александрович                | Закавказский        | № 4      | Дашнакцутюн                                                         |
| 624   | Гиоргадзе, Григорий Тимофеевич              | Закавказский        | № 1      | РСДРП                                                               |
| 625   | Гинзбург, Вольф Захарович                   | Калужский           | № 7      | РСДРП(б)                                                            |
| 626   | Головизин, Василий Петрович                 | Вятский             | № 3      | Съезд крестьянских депутатов и эсеры                                |
| 627   | Грушевский, Михаил Сергеевич                | Киевский            | № 1      | украинские социалисты-революционеры                                 |
| 628   | Джибладзе, Владимир Георгиевич              | Закавказский        | № 1      | РСДРП                                                               |
| 629   | Добромыслов, Александр Николаевич           | Забайкальский       | № 4      | эсеры                                                               |
| 630   | Донченко, Сергей Авраамович                 | Киевский            | № 1      | украинские социалисты-революционеры                                 |
| 631   | Долгов, Александр Андреевич                 | Юго-Западный фронт  | № 3      | украинские социалисты-революционеры                                 |
| 632   | Еременчук, Григорий Прокофьевич             | Херсонский          | № 4      | Совет крестьянских депутатов                                        |
| 633   | Ермощенко, Вениамин Иосифович               | Самарский           | № 2      | РСДРП(б)                                                            |
| 634   | Ерхан, Пантелеймон Васильевич               | Бессарабский        | № 1      | Советы крестьянских депутатов                                       |
| 635   | Ильченко, Александр Пантелеймонович         | Киевский            | № 1      | украинские социалисты-революционеры                                 |
| 636   | Имас, Израиль Владимирович                  | Бессарабский        | № 2      | эсеры                                                               |
| 637   | Каледин, Алексей Максимович                 | Донской             | № 4      | Казачий                                                             |
| 638   | Кардашов, Николай Николаевич                | Воронежский         | № 2      | РСДРП(б) и другие интернационалисты                                 |
| 639   | Колесников, Кузьма Давыдович                | Донской             | № 2      | эсеры                                                               |
| 640   | Колесников, Сергей Сергеевич                | Тульский            | № 5      | революционные социал-демократы (большевики)                         |
| 641   | Кокушкин, Иван Алексеевич                   | Московский          | № 5      | РСДРП(б)                                                            |
| 642   | Коновалов, Александр Иванович               | Ярославский         | № 2      | Народная свобода                                                    |
| 643   | Косоротов, Павел Леонтьевич                 | Алтайский           | № 2      | эсеры и Совет крестьянских депутатов                                |
| 644   | Котик, Евгений Степанович                   | Киевский            | № 1      | Украинские социалисты-революционеры и Селянская спилка              |
| 645   | Кожокарь, Феодосий Петрович                 | Бессарабский        | № 1      | Советы крестьянских депутатов                                       |
| 646   | Котов, Иван Иванович                        | Саратовский         | № 12     | эсеры и Совет крестьянских депутатов                                |
| 647   | Ксенофонтов, Гавриил Васильевич             | Якутский            | № 1      | Трудовой союз федералистов                                          |
| 648   | Кроль, Моисей Ааронович                     | Иркутский           | № 1      | эсеры и Крестьянский Союз                                           |
| 649   | Куватов, Гумер Мухамедгалимович             | Уфимский            | № 11     | Федерация башкиров                                                  |
| 650   | Кузьменко, Андрей Захарович                 | Черниговский        | № 10     | Украинские социалисты-революционеры с Украинской Селянской спилкой  |
| 651   | Курилов, Венедикт Викторович                | Донской             | № 2      | эсеры                                                               |
| 652   | Леплевский, Герш Мовшович                   | Могилёвский         | № 11     | РСДРП(б)                                                            |
| 653   | Лозовский, Соломон Абрамович                | Донской             | № 5      | РСДРП(б)                                                            |
| 654   | Ломтатидзе, Александр Спиридонович          | Закавказский        | № 1      | РСДРП                                                               |
| 655   | Лурье, Гирш Шмуйлович                       | Бессарабский        | № 4      | РСДРП (объединённая и Бунд)                                         |
| 656   | Мамедбеков, Казы Ахмед                      | Закавказский        | № 10     | Мусульманский национальный комитет и Мусават                        |
| 657   | Мамонов, Валериан Семёнович                 | Донской             | № 2      | эсеры                                                               |
| 658   | Мандрыка, Никита Иванович                   | Киевский            | № 1      | украинские социалисты-революционеры                                 |
| 659   | Мельников, Николай Михайлович               | Донской             | № 4      | Казачий                                                             |
| 660   | Минин, Сергей Константинович                | Саратовский         | № 10     | РСДРП(б)                                                            |
| 661   | Мирза-Ахмедов, Мир Адиль                    | Ферганский          | № 2      | общеферганский                                                      |
| 662   | Михайлов, Степан Романович                  | Кавказский фронт    | № 3      | эсеры                                                               |
| 663   | Николаев, Александр Андреевич               | Донской             | № 2      | эсеры                                                               |
| 664   | Никольский, Павел Измаилович                | Донской             | № 2      | эсеры                                                               |
| 665   | Панкратов, Василий Семёнович                | Якутский            | № 2      | эсеры                                                               |
| 666   | Попов, Алексей Петрович                     | Донской             | № 4      | Казачий                                                             |
| 667   | Порш, Николай Владимирович                  | Киевский            | № 1      | украинские социалисты-революционеры                                 |
| 668   | Присяжнюк, Василий Абрамович                | Киевский            | № 1      | украинские социалисты-революционеры                                 |
| 669   | Пырковка, Григорий Исаевич                  | Киевский            | № 1      | украинские социалисты-революционеры                                 |
| 670   | Рохманюк, Василий Игнатьевич                | Киевский            | № 1      | украинские социалисты-революционеры                                 |
| 671   | Сафикюрдский, Аслан-бек                     | Закавказский        | № 12     | Мусульманский социалистический блок                                 |
| 672   | Севрюк, Александр Александрович             | Киевский            | № 1      | украинские социалисты-революционеры                                 |
| 673   | Сергий, архиепископ                         | Нижегородский       | № 11     | Группа христианского единения                                       |
| 674   | Симаков, Хрисанф Матвеевич                  | Забайкальский       | № 4      | эсеры                                                               |
| 675   | Смирнов, Михаил Николаевич                  | Закавказский        | № 1      | РСДРП                                                               |
| 676   | Стасюк, Николай Михайлович                  | Киевский            | № 1      | украинские социалисты-революционеры                                 |
| 677   | Сумароков, Владимир Михайлович              | Пермский            | № 5      | Народная свобода                                                    |
| 678   | Сыркин, Наум Соломонович                    | Киевский            | № 2      | еврейский национальный комитет                                      |
| 679   | Сырцов, Сергей Иванович                     | Донской             | № 5      | РСДРП(б)                                                            |
| 680   | Таскин, Сергей Афанасьевич                  | Забайкальский       | № 5      | Забайкальское казачество                                            |
| 681   | Тер-Ованесян (Качазнуни), Ованес Матеосович | Закавказский        | № 4      | Дашнакцутюн                                                         |
| 682   | Тигранян, Сиракан Фаддеевич                 | Закавказский        | № 4      | Дашнакцутюн                                                         |
| 683   | Ткаченко, Михаил Степанович                 | Киевский            | № 1      | украинские социалисты-революционеры                                 |
| 684   | Толмачевский, Василий Иванович              | Тверской            | № 3      | эсеры и Совет крестьянских депутатов                                |
| 685   | Уланов, Бадьма Наранович                    | Донской             | № 4      | Казачий                                                             |
| 686   | Ульянов, Григорий Карпович                  | Саратовский         | № 12     | эсеры и Совет крестьянских депутатов                                |
| 687   | Урусов, Сергей Дмитриевич                   | Бессарабский        | № 5      | Народная свобода                                                    |
| 688   | Усманов, Фатих Нурмухамедович               | Астраханский        | № 2      | мусульманский                                                       |
| 689   | Фигнер, Вера Николаевна                     | Астраханский        | № 6      | Совет крестьянских депутатов и эсеры                                |
| 690   | Флегонтов, Антон Матвеевич                  | Забайкальский       | № 4      | эсеры                                                               |
| 691   | Фридман, Нафталь Маркович                   | Могилёвский         | № 9      | еврейский национальный комитет                                      |
| 692   | Хомутовский, Андрей Нилович                 | Киевский            | № 1      | украинские социалисты-революционеры                                 |
| 693   | Харламов, Василий Акимович                  | Донской             | № 6      | Кадеты                                                              |
| 694   | Химерик, Василий Феодосиевич                | Киевский            | № 1      | украинские социалисты-революционеры                                 |
| 695   | Черепанов, Сергей Александрович             | Петроград           | № 4      | ЦК военная организация                                              |
| 696   | Чернавин, Александр Степанович              | Саратовский         | № 12     | эсеры и Совет крестьянских депутатов                                |
| 697   | Чечель, Николай Флорович                    | Киевский            | № 1      | украинские социалисты-революционеры                                 |
| 698   | Чокаев, Мустава                             | Ферганский          | № 2      | общеферганский                                                      |
| 699   | Шагиахметов, Шах-Ислам Султан               | Ферганский          | № 2      | общеферганский                                                      |
| 700   | Шахназарян-Араратян, Саркис Шахназарянович  | Закавказский        | № 4      | Дашнакцутюн                                                         |
| 701   | Шатилов, Михаил Бонифатьевич                | Алтайский           | № 2      | эсеры и Советы крестьянских депутатов                               |
| 702   | Швец, Фёдор Петрович                        | Киевский            | № 1      | украинские социалисты-революционеры                                 |
| 703   | Швецов, Иван Иванович                       | Вятский             | № 11     | РСДРП(б)                                                            |
| 704   | Юргули-Агаев, Хидаят-бек                    | Ферганский          | № 2      | общеферганский                                                      |
| 705   | Ямбаев, Сахиб-Гирей Хасанянович             | Вятский             | № 4      | мусульманский съезд.                                                |

## Второй дополнительный список членов[8]
| № п/п | Фамилия (псевдоним) имя отчество        | Избирательный округ | № списка | Выдвинувшая организация                         |
| ----- | --------------------------------------- | ------------------- | -------- | ----------------------------------------------- |
| 706   | Абдухалилов, Ташпулат                   | Самаркандский       | № 2      | мусульманские организации Самаркандской области |
| 707   | Авилов, Борис Васильевич                | Бессарабский        | № 8      | интернационалисты                               |
| 708   | Акаев, Сарыкбай Джумагалиевич           | Ферганский          | № 2      | общеферганский список мусульманских организаций |
| 709   | Алибеков, Губайдулла Алибекович         | Уральский           | № 1      | Уральский областной киргизский комитет          |
| 710   | Аманжолов, Садых Аманжолович            | Семиреченский       | № 3      | Алаш и Семиреченское казачье войско             |
| 711   | Антонович, Дмитрий Владимирович         | Подольский          | № 1      | украинские эсеры и социал-демократы, Спилка     |
| 712   | Байтурсынов, Ахмет Байтурсунович        | Тургайский          | № 1      | Алаш                                            |
| 713   | Бартошевич, Иоахим Иоахимович           | Подольский          | № 8      | краевой польский список                         |
| 714   | Беремжанов, Ахмет Кургамбекович         | Тургайский          | № 1      | Алаш                                            |
| 715   | Бернштейн-Коган, Яков Матвеевич         | Бессарабский        | № 9      | Еврейский национальный избирательный комитет    |
| 716   | Бехбуди, Махмуд Ходжа                   | Самаркандский       | № 2      | мусульманские организации Самаркандской области |
| 717   | Бикбов, Юнус Юлбарисович                | Оренбургский        | № 9      | башкирские федералисты                          |
| 718   | Блонский, Пантелеймон Иосифович         | Подольский          | № 1      | украинские эсеры и социал-демократы, Спилка     |
| 719   | Бородин, Николай Андреевич              | Уральский           | № 3      | войсковой съезд уральского казачества           |
| 720   | Булатов, Дмитрий Александрович          | Тверской            | № 6      | большевики                                      |
| 721   | Буров, Козьма Семёнович                 | ?                   | № ?      | ?                                               |
| 722   | Верхола, Трофим Фёдорович               | Подольский          | № 1      | украинские эсеры и социал-демократы, Спилка     |
| 723   | Видыбида, Пётр Порфирьевич              | Подольский          | № 1      | украинские эсеры и социал-демократы, Спилка     |
| 724   | Волосов, Григорий Кузьмич               | Уральский           | № 6      | эсеры и Совет КД                                |
| 725   | Гедзь, Иван Лазаревич                   | Волынский           | № 11     | украинские эсеры и Рада сельских депутатов      |
| 726   | Герасименко, Антон Григорьевич          | Подольский          | № 1      | украинские эсеры и социал-демократы, Спилка     |
| 727   | Головчук, Даниил Иванович               | Подольский          | № 1      | украинские эсеры и социал-демократы, Спилка     |
| 728   | Григорьев, Никифор Яковлевич            | Подольский          | № 1      | украинские эсеры и социал-демократы, Спилка     |
| 729   | Грищенко, Ефим Андреевич                | Румынский фронт     | № 1      | объединённые украинские социалисты              |
| 730   | Дарчук, Михаил Григорьевич              | Киевский            | № 1      | украинские эсеры и социал-демократы, Спилка     |
| 731   | Джайнаков, Ибраим Джайнакович           | Семиреченский       | № 3      | Алаш и Семиреченское казачье войско.            |
| 732   | Досжанов, Сагындык Досжанович (Дощанов) | Тургайский          | № 1      | Алаш                                            |
| 733   | Досмухамедов, Джаганша Досмухамедович   | Уральский           | № 1      | Уральский областной киргизский комитет          |
| 734   | Досмухамедов, Халел Досмухамедович      | Уральский           | № 1      | Уральский областной киргизский комитет          |
| 735   | Драгомирецкий, Антон Георгиевич         | Киевский            | № 1      | украинские эсеры и социал-демократы, Спилка     |
| 736   | Дудич, Владимир Самуилович              | Подольский          | № 1      | украинские эсеры и социал-демократы, Спилка     |
| 737   | Дьячук, Авксентий Фомич (Дячук)         | Подольский          | № 1      | украинские эсеры и социал-демократы, Спилка     |
| 738   | Ильинский, Илья Васильевич              | Румынский фронт     | № 3      | эсеры и Совет КД                                |
| 739   | Инырев, Денис Иванович                  | ?                   | № ?      | ?                                               |
| 740   | Ипмагамбетов, Нургали Ипмагамбетович    | Уральский           | № 1      | Уральский областной киргизский комитет          |
| 741   | Исаевич, Дмитрий Григорьевич            | Подольский          | № 1      | украинские эсеры и социал-демократы, Спилка     |
| 742   | Каганович, Лазарь Моисеевич             | Могилевский         | № 11     | большевики                                      |
| 743   | Каратлеуов, Салимгирей Алпанович        | Уральский           | № 1      | уральский областной киргизский комитет          |
| 744   | Кардашев, Асланбек Али-Ага              | Закавказский        | № 10     | Мусульманский национальный комитет и Мусават    |
| 745   | Кобыльчук, Феодосий Николаевич          | Волынский           | № 11     | украинские эсеры и Рада сельских депутатов      |
| 746   | Коваль, Каленик Степанович              | Волынский           | № 11     | украинские эсеры и Рада сельских депутатов      |
| 747   | Кулманов, Бахтигирей Ахметович          | Ордынский           | № 1      | Алаш                                            |
| 748   | Липковский, Ян Иосифович                | Волынский           | № 4      | польский список                                 |
| 749   | Литвицкий, Николай Алексеевич           | Подольский          | № 1      | украинские эсеры и социал-демократы, Спилка     |
| 750   | Любинский, Николай Михайлович           | Подольский          | № 1      | украинские эсеры и социал-демократы, Спилка     |
| 751   | Максудов, Садретдин Низаметдинович      | Самаркандский       | № 2      | мусульманские организации Самаркандской области |
| 752   | Марцынюк, Трофим Филиппович             | Волынский           | № 11     | украинские эсеры и рада сельских депутатов      |
| 753   | Махмудов, Мустафа-Гаджи                 | Закавказский        | № 10     | Мусульманский национальный комитет и Мусават    |
| 754   | Мачушенко, Владимир Исидорович          | Подольский          | № 1      | украинские эсеры и социал-демократы, Спилка.    |
| 755   | Мейендорф, Александр Феликсович         | Херсонский          | № 3      | русские немцы                                   |
| 756   | Мехоношин, Афанасий Николаевич          | Бессарабский        | № 2      | эсеры                                           |
| 757   | Мурсалов, Пири-Кули                     | Самаркандский       | № 2      | мусульманские организации Самаркандской области |
| 758   | Мякутин, Александр Иванович             | Оренбургский        | № 2      | Оренбургское казачье войско                     |
| 759   | Николайчук, Иван Маркович               | Подольский          | № 1      | украинские эсеры и социал-демократы, Спилка.    |
| 760   | Овсяник, Герасим Сергеевич              | Смоленский          | № 7      | РСДРП(б)                                        |
| 761   | Павлюк, Дмитрий Макарьевич              | Волынский           | № 11     | украинские эсеры и рада сельских депутатов      |
| 762   | Пахомов, Иосиф Матвеевич                | Тургайский          | № 2      | эсеры и съезды КРСД                             |
| 763   | Первеева, Мария Дмитриевна              | Воронежский         | № 3      | эсеры                                           |
| 764   | Рутцен, Александр Николаевич            | Воронежский         | №4?      | Партия народной свободы                         |
| 765   | Салтан, Николай Васильевич              | Таврический         | № 4      | украинские эсеры                                |
| 766   | Саурамбаев, Диор Саурамбаевич           | Семиреченский       | № 3      | Алаш и Семиреченское казачье войско             |
| 767   | Сеидов, Мир Гидаят                      | Закавказский        | № 10     | Мусульманский национальный комитет и Мусават    |
| 768   | Смирнов, Пётр Дмитриевич                | Полтавский          | № 12     | РСДРП(б)                                        |
| 769   | Степанов, Илларион Иванович             | Бессарабский        | № 1      | Совет КД                                        |
| 770   | Таначев, Валидхан Шерафеддинович        | Ордынский           | № 2      | Алаш                                            |
| 771   | Темиров, Абдулла Темирович              | Тургайский          | № 1      | Алаш                                            |
| 772   | Тёмкин, Владимир Ионович                | Херсонский          | № 10     | Еврейский национальный избирательный комитет    |
| 773   | Ткач, Пётр Дмитриевич                   | Подольский          | № 1      | украинские эсеры и социал-демократы, Спилка     |
| 774   | Троц, Максим Васильевич                 | Волынский           | № 11     | украинские эсеры и рада сельских депутатов      |
| 775   | Тынышпаев, Мухамеджан                   | Семиреченский       | № 2      | блок социалистов                                |
| 776   | Тюряев, Насыр-хан Тюря Камальхан        | Ферганский          | № 1      | общество Муиниль-Ислам                          |
| 777   | Уразаев, Абдурахман-бек                 | Ферганский          | № 2      | общеферганский список мусульманских организаций |
| 778   | Фархатов, Абдурахман                    | Самаркандский       | № 2      | мусульманские организации Самаркандской области |
| 779   | Фиалек, Ипполит Михайлович              | Киевский            | № 12     | большевики                                      |
| 780   | Ходжаев, Кадыр Ходжа                    | Ферганский          | № 1      | общество Муиниль-Ислам                          |
| 781   | Черановский, Маркиан Григорьевич        | Волынский           | № 11     | украинские эсеры и рада сельских депутатов      |
| 782   | Шебалин, Пётр Иванович                  | Семиреченский       | № 2      | социалисты                                      |
| 783   | Шевченко, Мефодий Иоанникиевич          | Подольский          | № 1      | украинские эсеры и социал-демократы, Спилка     |
| 784   | Шендриков, Степан Никифорович           | Семиреченский       | № 3      | Алаш и Семиреченское казачье войско             |
| 785   | Шиманович, Иоанникий Иванович           | Подольский          | № 1      | украинские эсеры и социал-демократы, Спилка     |
| 786   | Юлдаш-Кариев, Абдуладжан                | Ферганский          | № 2      | общеферганский список мусульманских организаций |

## Комментарии
1. ↑  По предположению историка Глеба Алексушина в списках Комуча его фамилия передана с искажением как Буров Козьма Семёнович[3].
2. ↑  Включён как избранный в УС в некоторые списки депутатов[1]. Однако Л. Г. Протасов не упоминает В. И. Асмолова среди депутатов УС[5]. В доступных жизнеописаниях Асмолова нет указаний на этот эпизод его биографии. Число избранных депутатов от Херсонского избирательного округа соответствует установленному законом, то есть 18 депутатам. Неясны причины, по которым пожилой промышленник и известный благотворитель стал бы баллотироваться от Совета крестьянских депутатов.
3. ↑  Включён как избранный в УС в некоторые списки депутатов[1]. Однако Л. Г. Протасов не упоминает Г. П. Еременчука среди депутатов УС[5]. Число известных избранных депутатов от Херсонского избирательного округа соответствует установленному законом, то есть 18 депутатам.
4. ↑  Данный номер (№) и все последующие по сравнению с источником смещены на 1. В источнике (Всероссийское Учредительное собрание. М.—Л., 1930.) под № 639 по ошибке был повторно указан Алихан Кантемиров.
5. ↑  В исходном документе[1] имя этого члена Учредительного собрания - "Ломтатидзе Алексей Спиридонович". Списки составлялись по расшифровкам телеграмм избирательных комиссии, так что возможны ошибки. Поиск политика Алексея Ломтатидзе не даёт результатов, при этом Александр Ломтатидзе был членом Закавказского сейма, сформированного из закавказских членов Всероссийского учредительного собрания.
6. ↑  Включён как избранный в УС в некоторые списки депутатов[1].  Однако Л. Г. Протасов уточняет, что Г. Ш. Лурье выдвигался по спискам РСДРП (о) и Бунда в Бессарабском и Херсонском избирательных округах, но избран не был[5]:224-225. О нём смотри источники[6][7], в них также не сказано о членстве в УС
7. ↑  Данный номер (№) и все последующие по сравнению с источником смещены на 2. В источнике (Всероссийское Учредительное собрание. М.—Л., 1930.) под № 675 по ошибке был повторно указан Степаненко, Аркадий Степанович.
8. ↑  По предположению историка Глеба Алексушина в списках Комуча таким образом была искажена фамилия Кузьмы Семёновича Гурова[3].
9. ↑  Включён как избранный в УС в некоторые списки депутатов[10]. Действительно баллотировался  во Всероссийское учредительное собрание в Московском столичном округе по списку "Содружество народов", в Таврическом и Херсонском избирательных округах по спискам "Русских граждан немецкой национальности", однако по мнению историка Л. Г. Протасова утверждения, что Мейендорф был избран в Херсонском избирательном округе[10] ошибочны[5]:242. Кроме того число известных избранных депутатов от Херсонского избирательного округа соответствует установленному законом, то есть 18 депутатам.